# Puente de fábrica

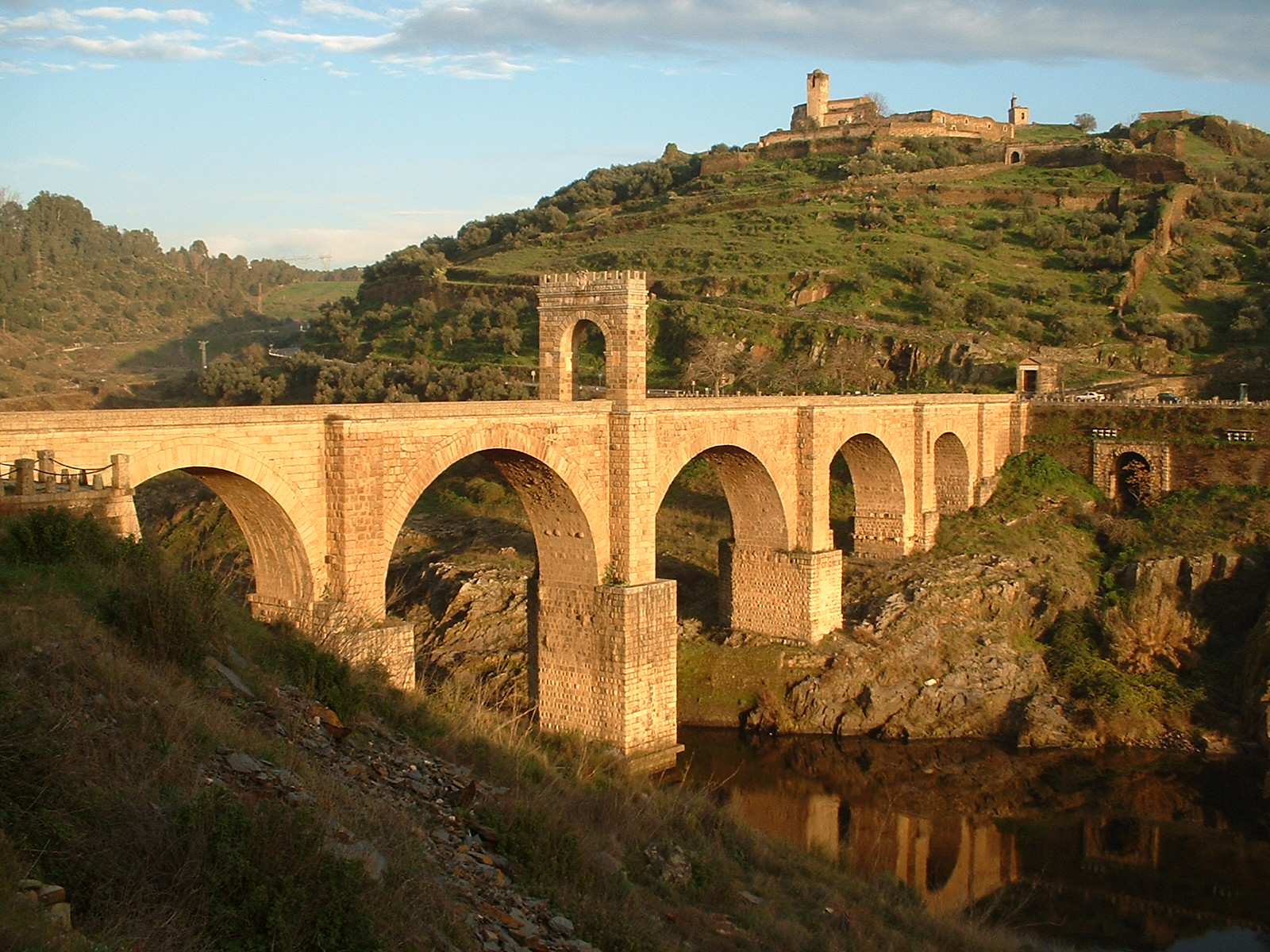
El puente de Alcántara (103-104 d. C.), en España

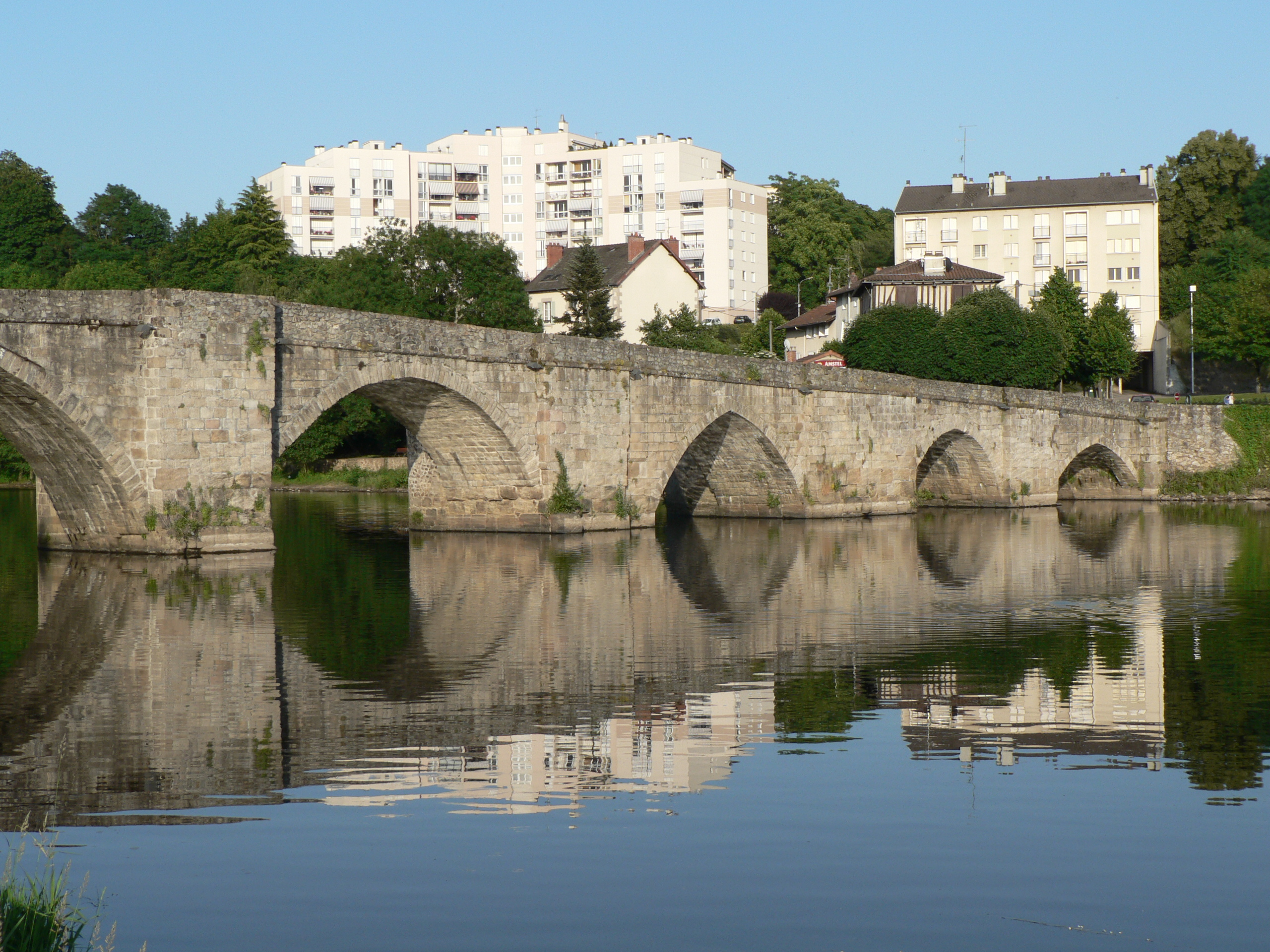
Puente de Saint-Martial en Limoges, un puente medieval con bóvedas de ojiva

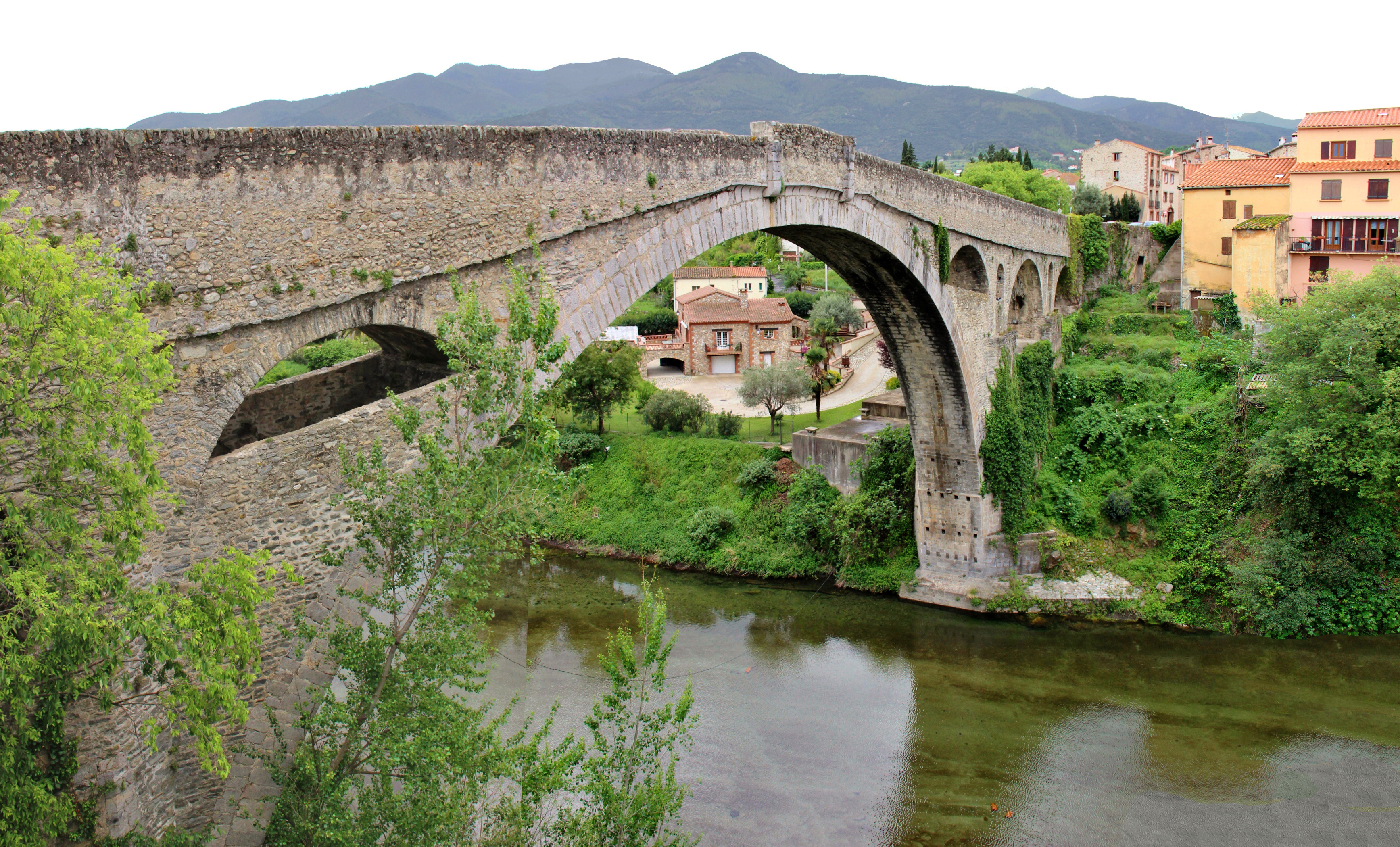
El puente del Diablo en Céret, Francia

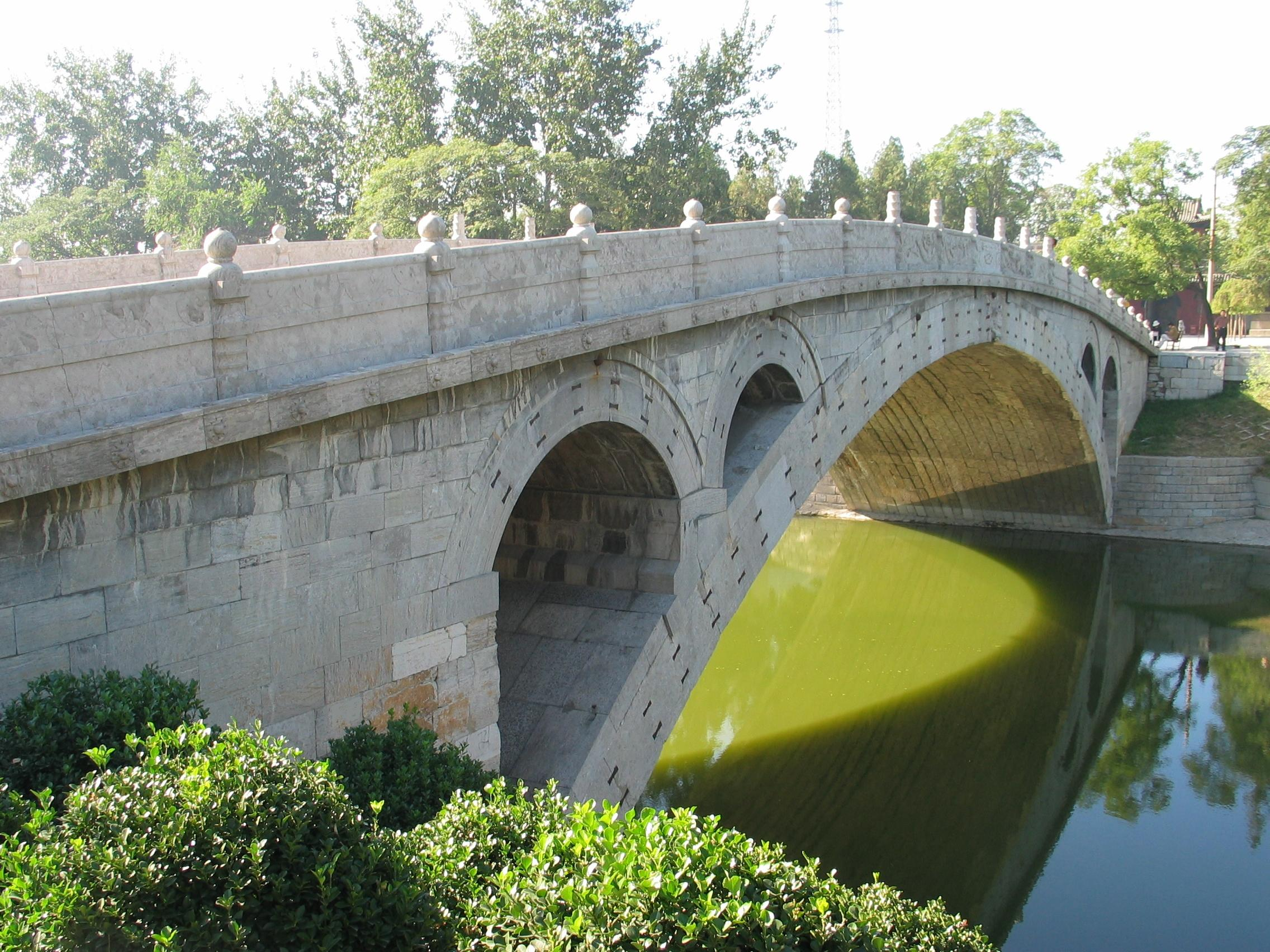
El puente Zhaozhou (595-605) en Shijiazhuang, Hebei, construido bajo la Dinastía Sui, puente en arco de piedra de tímpano abierto más antiguo del mundo

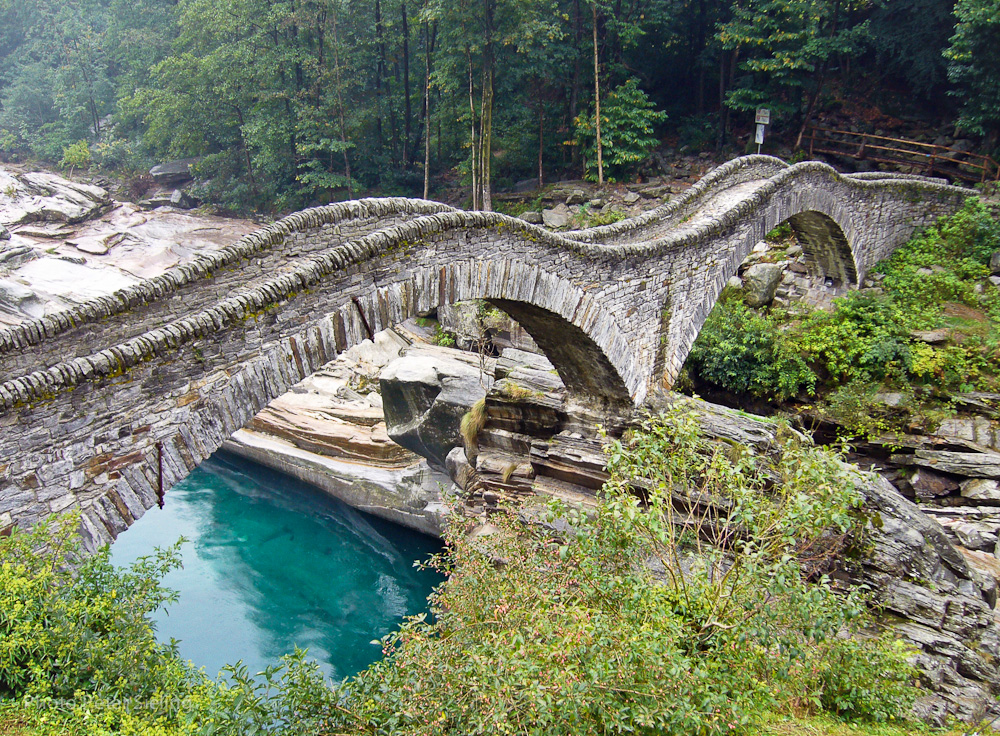
Ponte dei Salti, puente peatonal del siglo XVII en Tesino, Suiza.

Un puente de fábrica (o también puente de bóvedas de fábrica,  puente de piedra, puente de albañilería o puente abovedado), es un tipo específico de puente de la gran familia de los puentes en arco, que se caracteriza por hacer uso de las bóvedas de mampostería para salvar los obstáculos. El material usado es la piedra tallada  (muy pocas veces, ladrillo), muy resistente a la compresión, pero poco a la flexión, que si soportan los materiales usados en otras familias de puentes en arco (que presentan una cierta elasticidad, como la madera, el hormigón, el hormigón armado, el hormigón pretensado, el metal o los materiales compuestos) y que les permite salvar luces o vanos más importante. La técnica de construcción de puentes de fábrica  ha sido aplicada desde la Antigüedad hasta comienzos del siglo XX y en lo fundamental consistía en evaluar correctamente los empujes de las bóvedas y diseñar en correspondencia las pilonas capaces de soportarlos.
Los puentes en arco más antiguos que siguen en uso datan de la Edad del Bronce. El puente Arkadiko, de la cultura micénica, es uno de los cuatro puentes de falso arco que formaban parte de la red de carreteras, diseñada para acomodar las carretas que circulaban entre Tirinto y Epidauro en el Peloponeso, en Grecia. También en el Peloponeso y Creta se encuentran varios puentes de piedra intactos que provendrían del período helenístico como el puente de Eleuterna, los cuales utilizan falsos arcos como los micénicos, pero la gran mayoría de puentes de la Antigua Grecia no sobreviven debido a que fueron construidos principalmente con madera. Todo parece indicar que los griegos desconocían el concepto de arco, pero sí los mesopotámicos, que lo usaron en la arquitectura. De alguna forma los etruscos también aprendieron a usar el arco y transmitieron esa técnica a los romanos.
La civilización romana fue la primera en construir puentes de forma generalizada. La necesidad de tener una red de calzadas bien comunicada y permanente hizo que sus ingenieros construyeran una gran cantidad de puentes para salvar los ríos y valles que debían atravesar. Los romanos fueron los precursores del hormigón y del cemento hidráulico. Eran capaces de cimentar los puentes a gran profundidad y de salvar vanos importantes para la época. El puente romano de Orense es el de mayor luz en piedra construido en la época imperial, con 38 m. También se deben a los romanos los primeros puentes en arco de madera, caso del puente de Trajano, con cimientos en piedra y la arcada en madera, con arcos rebajados. Este puente es especialmente singular ya que la madera permitió luces de 52 m (la madera al ser más ligera permitía salvar luces mayores) y además la estructura completa medía 1130 m, siendo durante muchos siglos el puente más largo jamás construido.
Si bien en la Edad Media se construyeron puentes, la ingeniería no avanzó y, en algunos cuestiones, retrocedió. Se olvidó cómo se fabricaba el hormigón y los arcos se redujeron en tamaño. Aun así el arco perduró con pocas variaciones, usándose a veces el arco gótico. Mientras tanto en el Imperio inca se empezó a perfeccionar la construcción de puentes de cuerda, que serían los precursores de los puentes colgantes.
El Renacimiento traería una nueva dimensión al diseño de puentes. En 1415 se recuperan los manuscritos de Vitrubio y además en esa época empiezan a redescubrirse las ruinas de la época romana. Eso hará que los ingenieros renacentistas retomasen el estilo clásico de los puentes y que se adoptase de nuevo el arco de medio punto. Ejemplos de ello son el puente de Rialto, en Venecia, el Pont Neuf de París o el puente della Trinitá, en Florencia. Con el paso de los años el puente no sólo se consideraba ya un elemento funcional sino también un elemento artístico de la ciudad, y, sin duda, un signo de poder e influencia respecto a otras ciudades.
La Revolución científica supuso un planteamiento científico que llevó a la mejor comprensión del funcionamiento de las estructuras. Eso cambió la forma de ver los materiales, los arcos pudieron cambiar de forma, rebajarse y estilizarse, buscando aprovechar mejor el material. Así se impusieron los puentes de arcos rebajados y los de arcadas sucesivas, cuyo esfuerzo se contrarresta con pesados estribos en las riberas. Un ejemplo tardío de esto es el puente Alejandro III en París. Si bien se siguieron realizando puentes de piedra, la historia de los puentes cambió radicalmente al aparecer nuevos materiales más resistentes y que precisaban de nuevas formas completamente inéditas hasta entonces.

## Evolución histórica

### El período antiguo

#### Las bóvedas de piedras horizontales

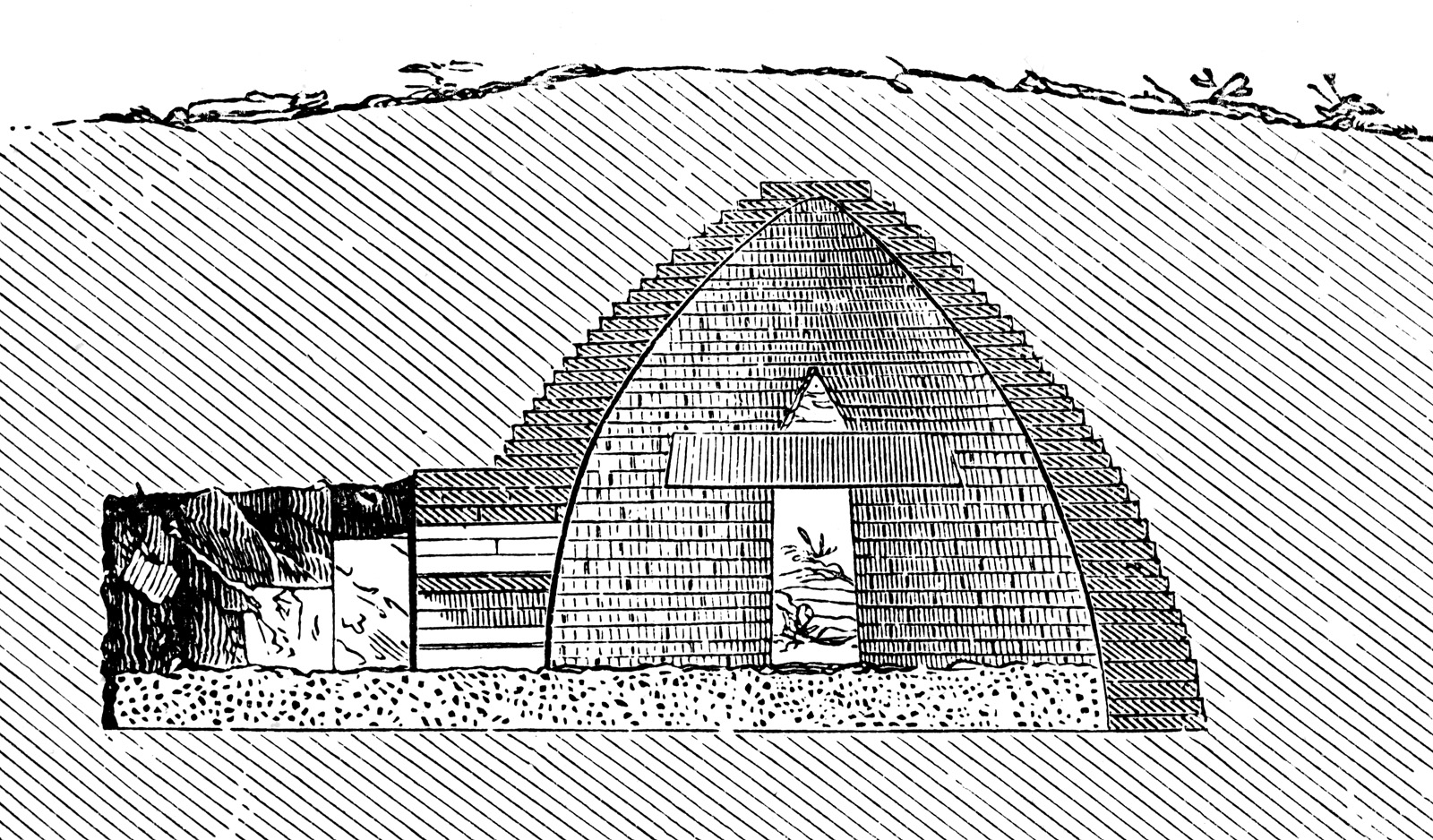
Tesoro de Atreo - sección de la tumba.

Las primeras bóvedas fueron hechas con piedras horizontales, dispuestas volando unas sobre las otras, una disposición conocida como "en ménsula". En Abydos, en el palacio de Ozymandias, cuyo reinado se remonta a alrededor de 2500 a. C., se ha encontrado una bóveda de este tipo. Se encuentra la misma disposición en Tebas, en el templo de Amón-Ra. Sin embargo, la bóveda más bella de este tipo es probablemente la del Tesoro de Atreo, una impresionante tumba de tholos situada en Micenas, en Grecia, y construido alrededor de 1250 a. C. Está formada por una habitación semi-subterránea circular con una cobertura de sección ojival. Con una altura interior de 13,5 m y un diámetro de 14,5 m, fue la mayor y más amplia cúpula en el mundo durante más de un milenio, hasta la construcción de las termas de Mercurio en Bayas y del Panteón de Roma.

#### Los puente micénicos

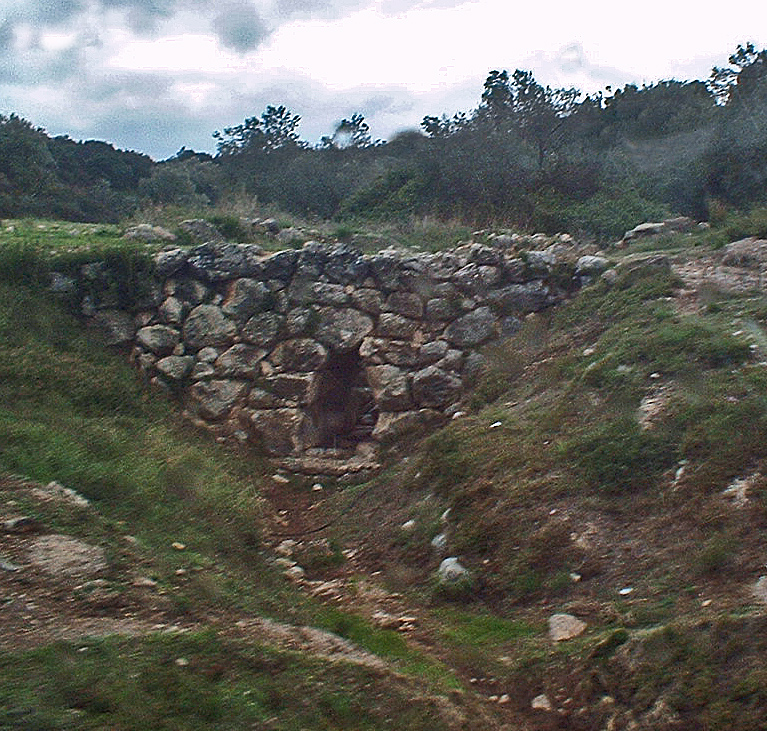
Puente micénico Kazarma (1300 a. C.)

Subsisten en la Argólida, en el Peloponeso, tres antiguos puentes, incluyendo el puente micénico Kazarma, construido de acuerdo con la técnica de bóvedas en falso arco o arco en ménsula, con la ayuda de un apilamiento de piedras toscamente talladas.
Estos puentes fueron construidos probablemente alrededor del 1300 a. C., en el período micénico (Edad de Bronce) y, más concretamente, del Helladic IIIb (aprox. 1340/1200 a. C.), para la carretera que comunicaba las principales ciudades de Micenas, Argos y Tirinto, en el puerto de Palea Epidauro.

#### Las bóvedas de juntas convergentes

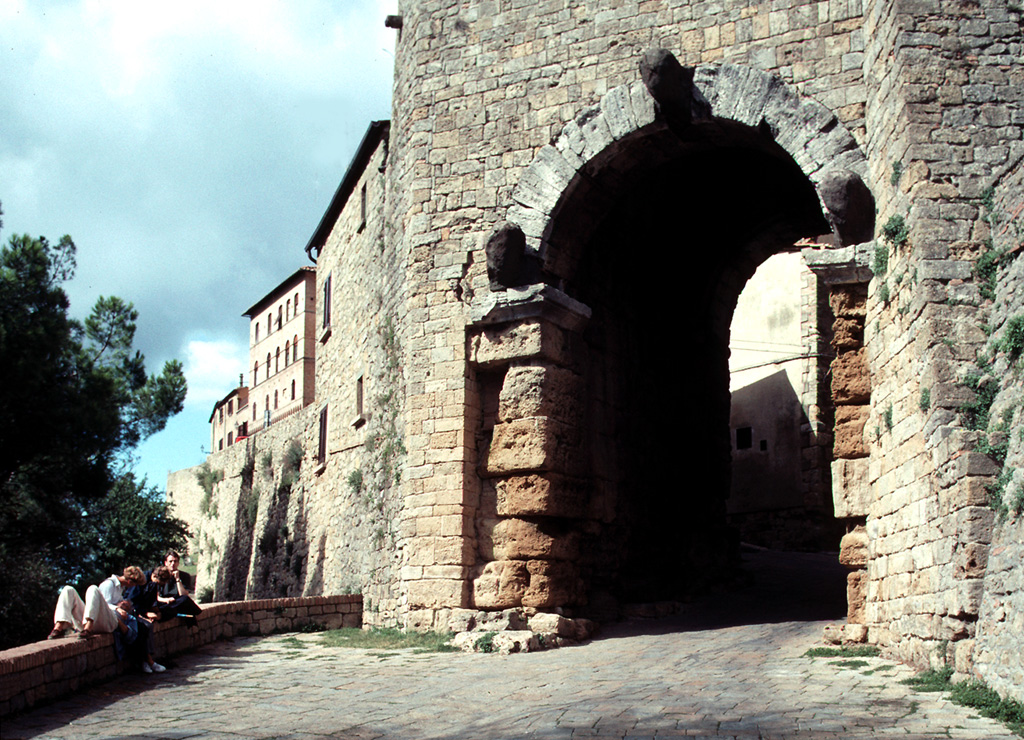
Porta all'Arco de Volterra, puerta etrusca que data del o

Las bóvedas de juntas convergentes, es decir, aquellas en las que las juntas son perpendiculares a la superficie del intradós, típicas de los puentes de fábrica, ya existían de hecho en varios monumentos del antiguo Egipto. En Nubia, en una de las pirámides de Meroe, se encuentra una verdadera bóveda de cañón compuesta de dovelas regularmente aparejadas. En Gebel Barkal, dos pórticos que dan acceso a las pirámides están cubiertos, uno por una bóveda de ojiva y el otro por una bóveda de cañón, ejecutadas ambas con dovelas de juntas convergentes. En la tumba de Amenhotep I, y, por lo tanto, datada unos dieciocho siglos antes de Cristo, se puede ver una bóveda de cañón de forma elíptica, ejecutada en ladrillo
Más recientes, en Europa, se pueden encontrar en las paredes de la ciudad etrusca de Volterra, que datan del siglo III o siglo II a. C. La Porta all'Arco retoma el mismo principio de la construcción de un arco.

### El periodo romano
A los romanos se debe la recuperación de la técnica de la bóveda, su desarrollo y perfeccionamiento y su uso por toda Europa para la construcción de puentes. Un imperio tan vasto supuso una red viaria fiable, practicable en todas las estaciones y dotada de construcciones más sólidas que los simples puentes de madera.

#### En Italia

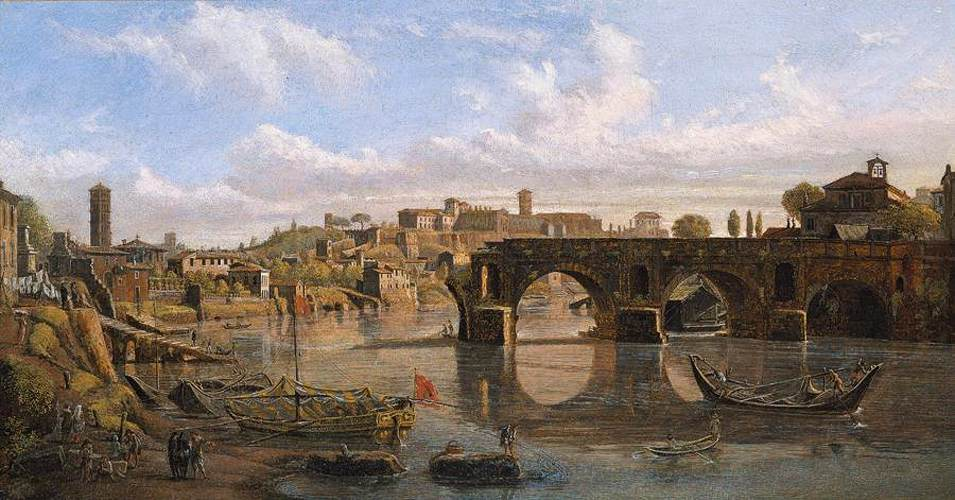
Representación del puente Milvio Æmilius y el del Aventino por Caspar van Wittel en 1690.

Se supone que la obra abovedada más antigua romana es un alcantarillado conocida como la Cloaca Máxima ejecutada durante el reinado de Tarquino el Viejo, cuya construcción se inició unos 600 años antes de Cristo.
Los puentes romanos son fuertes y arqueados, es decir, con bóvedas en forma de arco de medio punto, que reposan sobre pilonas gruesas, de una anchura aproximadamente igual a la mitad de la luz de la bóveda.

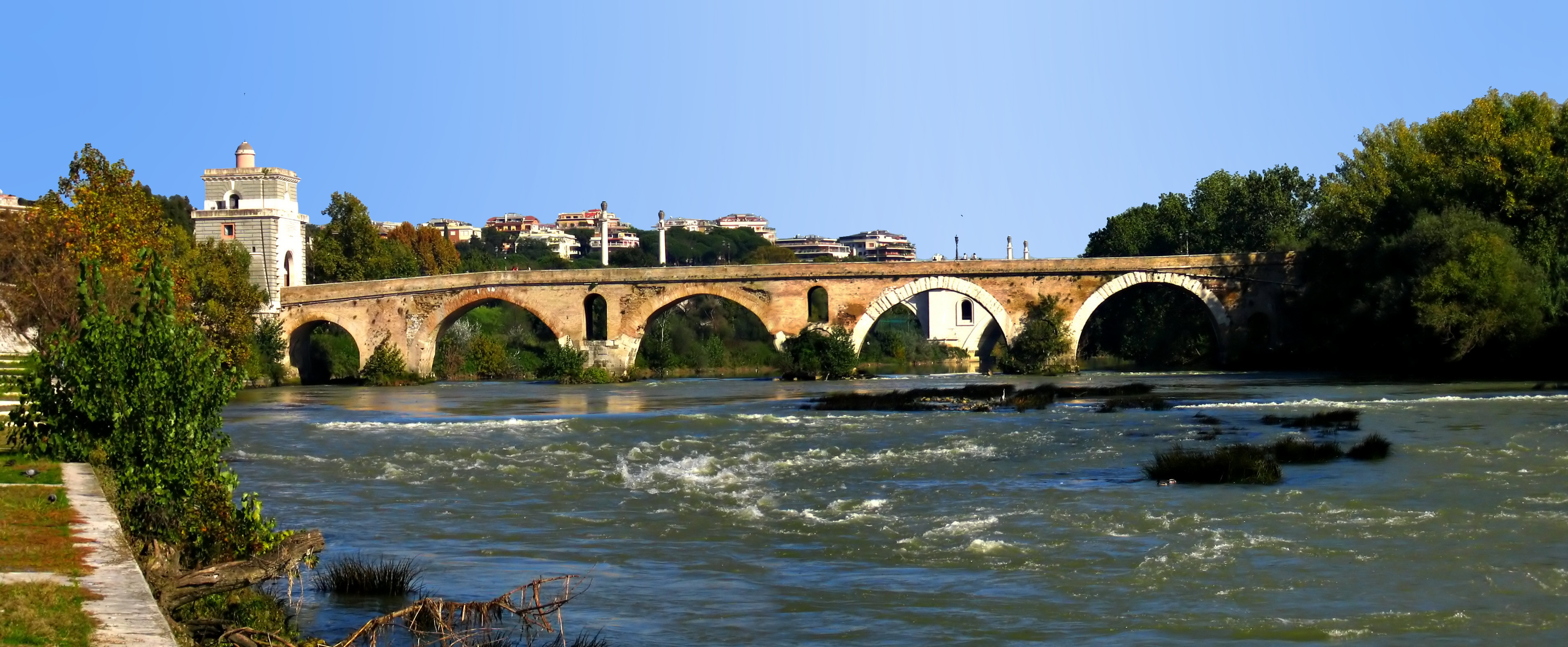
El puente Milvio sobre el Tíber, en Roma.

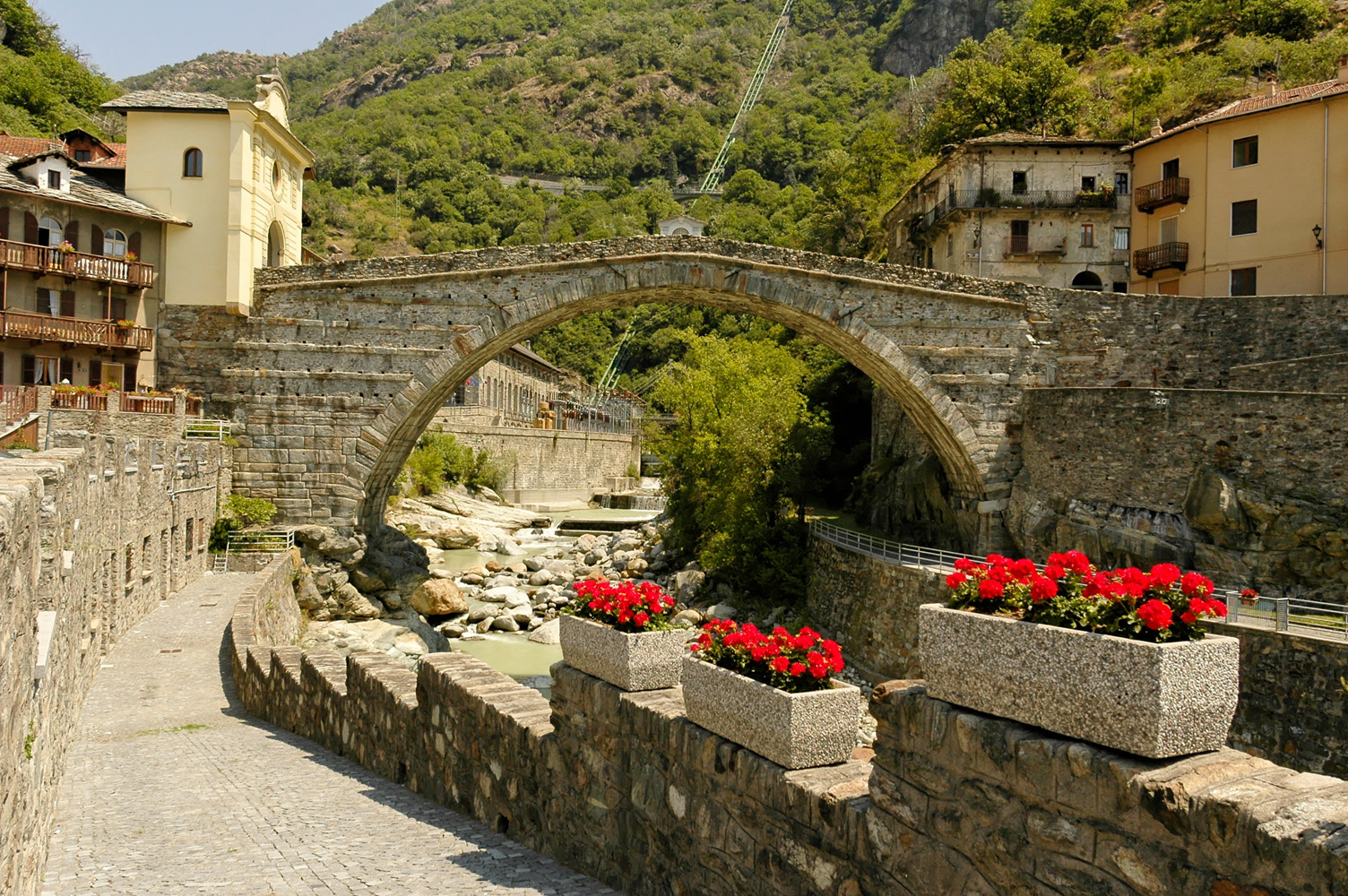
Puente de Saint-Martin

El puente Emilio, ahora puente Rotto, es el puente de piedra más antiguo de Roma. Fue construido por Marco Emilio Lépido en el año 179 a. C. Fue restaurado varias veces, la última en 1575 por Gregorio XIII. Estaba formado por bóvedas de arco de medio punto de 24,40 m de luz, con anchas arquivoltas, apoyándose en pilonas de un espesor de 8 metros de ancho, por encima de los cuales fueron dispuestos nichos comprendidos entre dos columnas con capiteles que subían hasta la coronación de los tímpanos. No subsiste más que un solo arco.
Una de las primeros realizaciones de la red viaria romana es el puente Milvio, construido sobre el río Tíber por el cónsul Marcus Aemilius Scaurus en el 115 a. C.. Ubicado a unos 3 km de Roma, donde se unen la vía Flaminia y la vía Cassia para cruzar el río, fue el acceso obligatorio a Roma para todos los viajeros procedentes del norte. Debido a su posición estratégica, el puente Milvio fue el escenario de muchas batallas. Allí, en el año 312, el emperador Constantino I derrotó a su rival Majencio en una batalla que sigue siendo conocida como la batalla de Puente Milvio.
Muchos son los puentes construidos en las provincias italianas, todos notables por sus diferencias. Entre ellos el puente de Pont-Saint-Martin, construido sobre el Lys entre los años 70 a 40 a. C. a la entrada al valle de Aosta. El único arco de  31,4 m de luz y de  11,42 m de flecha estaba largamente superado para la época. La estructura presenta dos técnicas diferentes de fábrica: la parte inferior está hecha de bloques de gneis, recibidos en seco, mientras que la parte superior es una superposición de estratos consistentes en fragmentos de gneis y de piedra caliza, intercalados de bandas de piedra.
El puente Fabricio es, a su vez, el único puente antiguo de Roma, completamente preservado. Construido en el año 62 a. C. por el comisario Viarum Lucio Fabricio, conecta la isla Tiberina a la orilla del Champ de Mars, cerca del Teatro de Marcelo, y el Foro Boario.
El puente Sant'Angelo es otro antiguo puente de Roma que conecta las dos orillas del Tíber, frente al castillo de Sant'Angelo. Fue construido en el año 134 durante el reinado del emperador Adriano, que le dio su nombre de Pons Ælius.

#### En Occidente, fuera de Italia

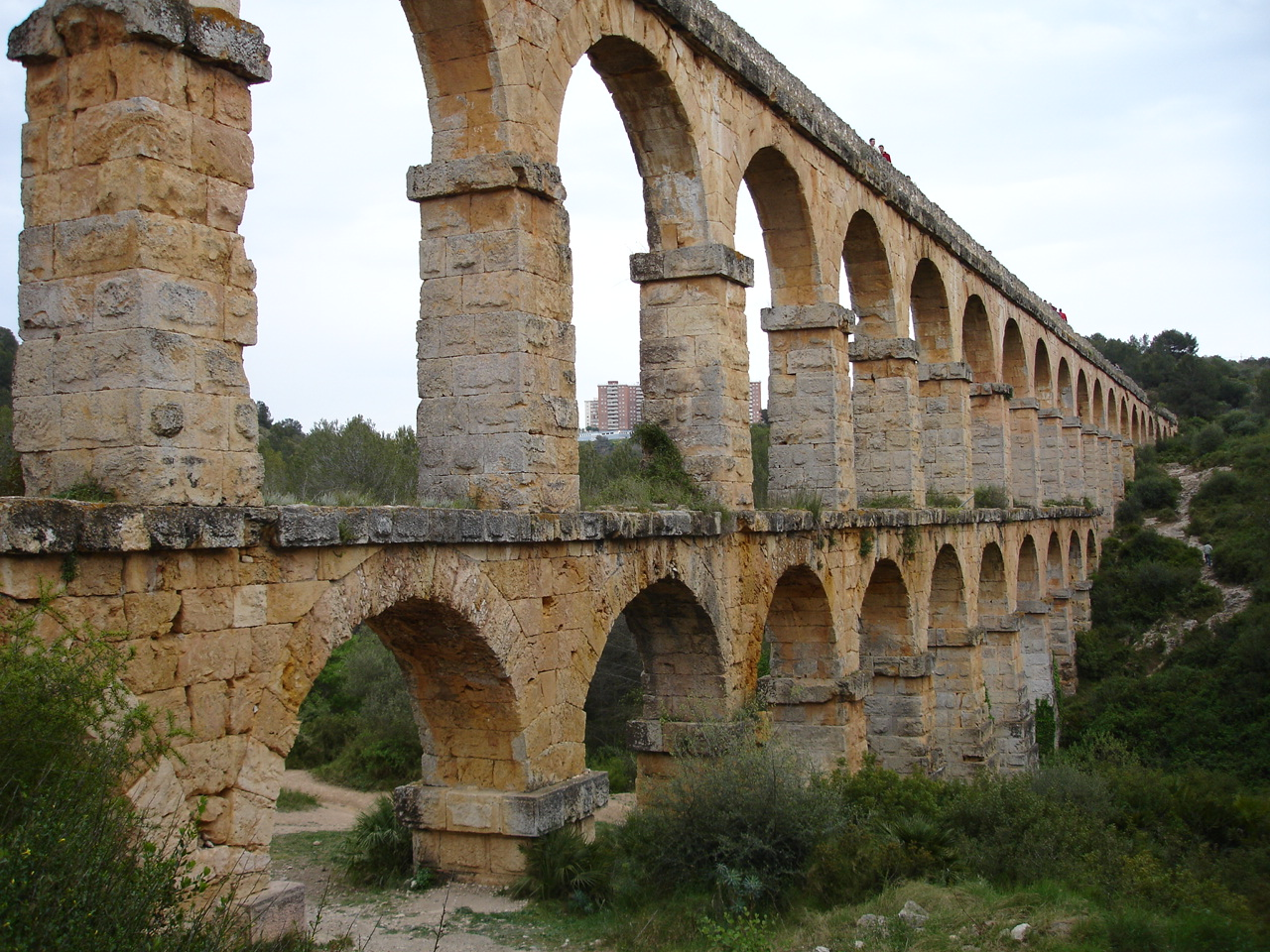
Acueducto de les Ferreres (Tarragona)

Croquis del puente de Limyra en Turquía.

En España y Portugal se pueden ver las obras romanas más espectaculares, construidas en su mayoría en la época augustina. El puente de Mérida en Extremadura, es un puente de  792 m de largo, compuesto por 60 arcos que cruzaban el río Guadiana. El puente de Alcántara, construido en el río Tajo en los años 103 y 104 d. C., tiene seis arcos de medio punto con luces de 30,8 m a 43,6 m, reposando sobre pilonas cuadradas de  9 m de espesor, algunas de los cuales, las situados en el río, llegan a una altura de casi 40 metros por encima de los cimientos. La belleza resulta de las dimensiones imponentes, de la simplicidad de las formas y de la apariencia de solidez.
Dos imponentes puentes acueductos de esta época, construidos bajo el mandato de Trajano entre los años 98 y 117, son también notables: el acueducto de Segovia, de  813 m de largo con 128 arcos; y el acueducto de les Ferreres (Tarragona), con  217 m de largo que cruza el valle del Francolí.
En el siglo III, aparecen los puentes de arco rebajado o puentes de dovelas. El puente de Limira, situado cerca de Limira en Licia, una región hoy de Turquía, es uno de los primeros representantes en el mundo. El puente tiene  360 m de largo y 26 arcos rebajados y dos semicirculares.
En Francia, el puente del Gard es un puente-acueducto romano en tres niveles, con una altura de 47,40 m en el punto más alto, situado en la comuna de Vers-Pont-du-Gard, cerca de Remoulins, en el departamento de Gard. Se extiende sobre el río Gardon y fue probablemente construido en la primera mitad del siglo I, asegurando la continuidad del acueducto romano que llevaba agua de Uzès a Nîmes y que tenía una longitud de  50 km.

Puentes y acueductos romanos fuera de la península itálica
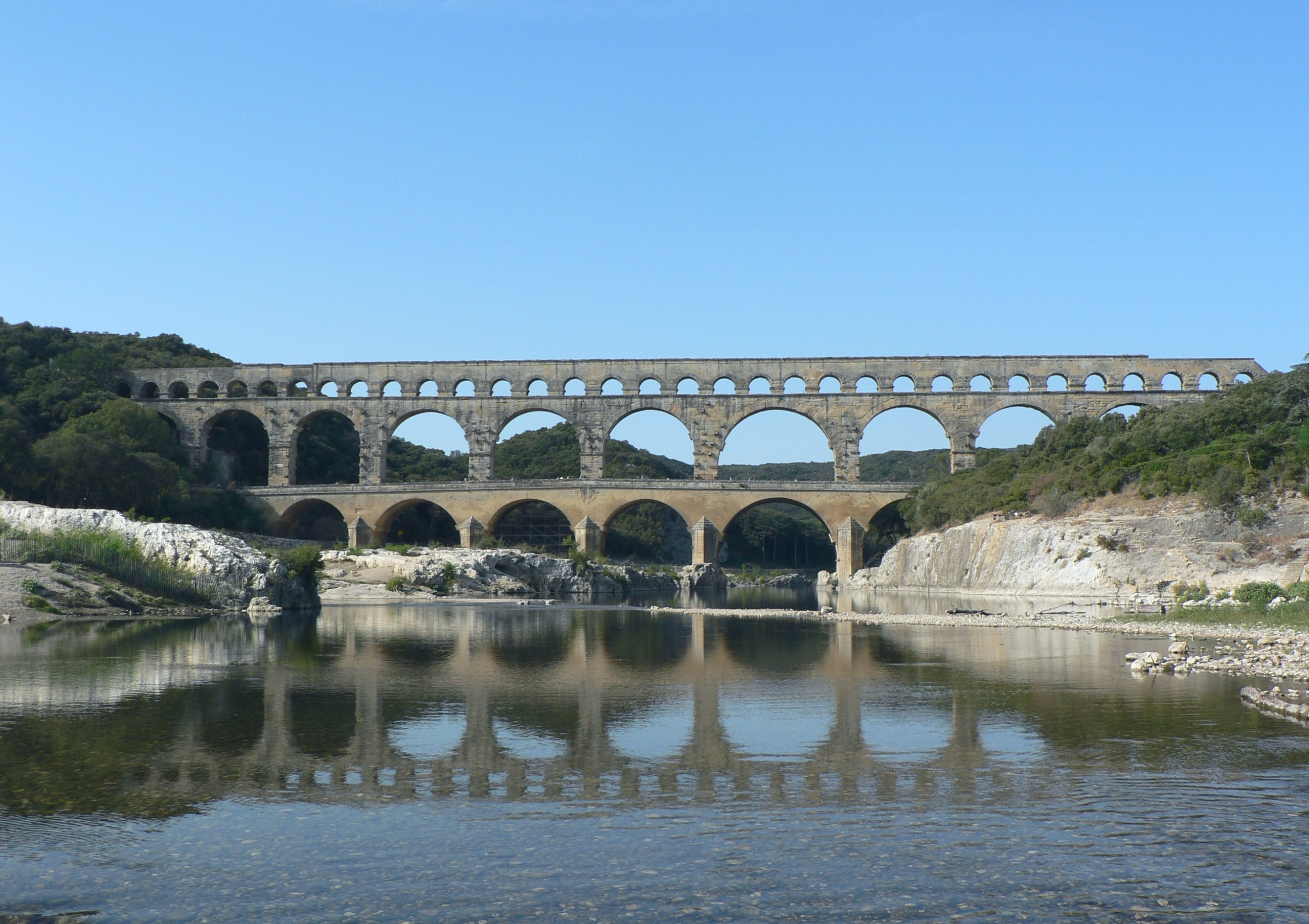
Puente del Gard (siglo I) ( Patrimonio de la Humanidad )
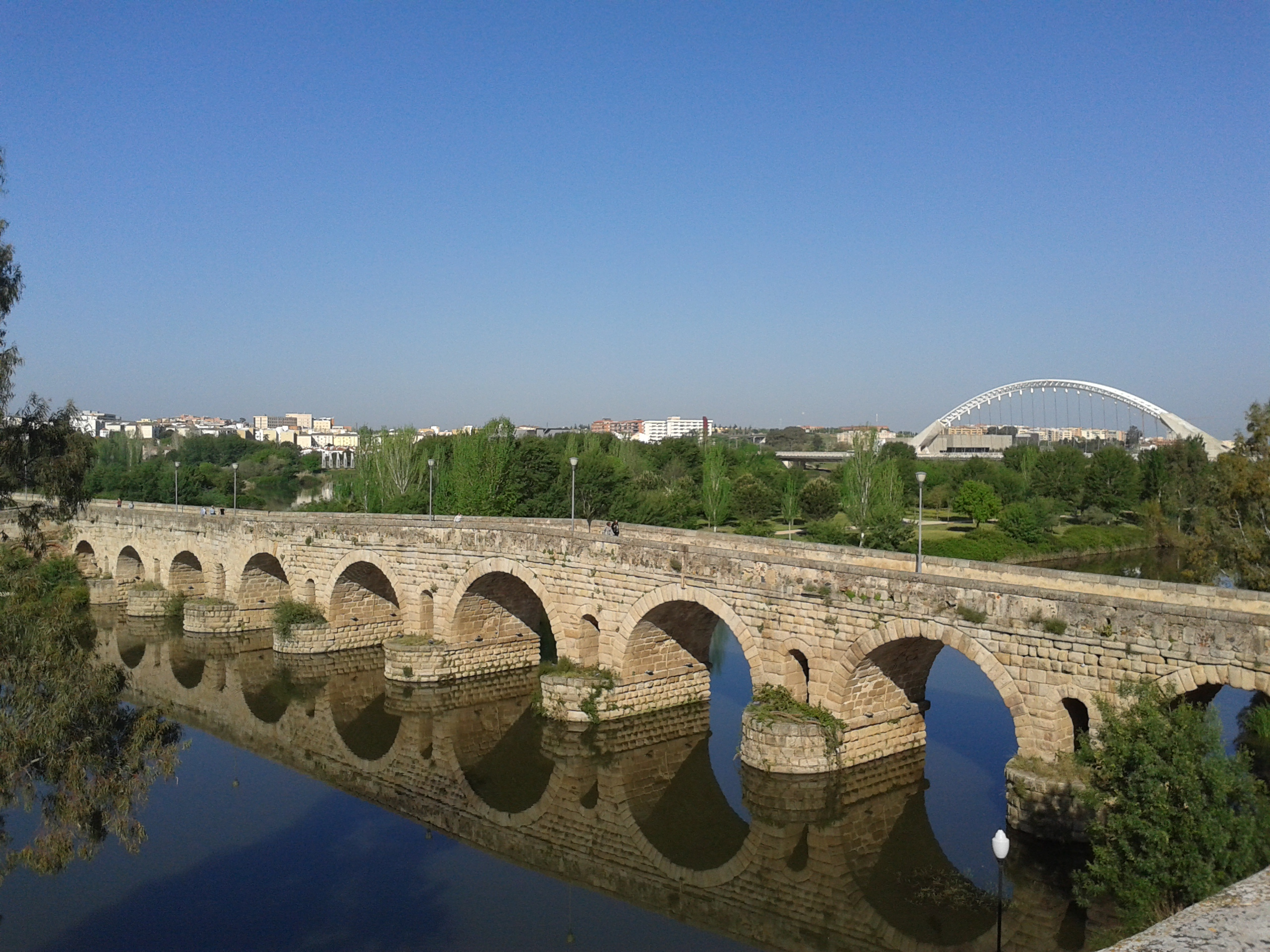
puente de Mérida (siglo I) ( Patrimonio de la Humanidad )
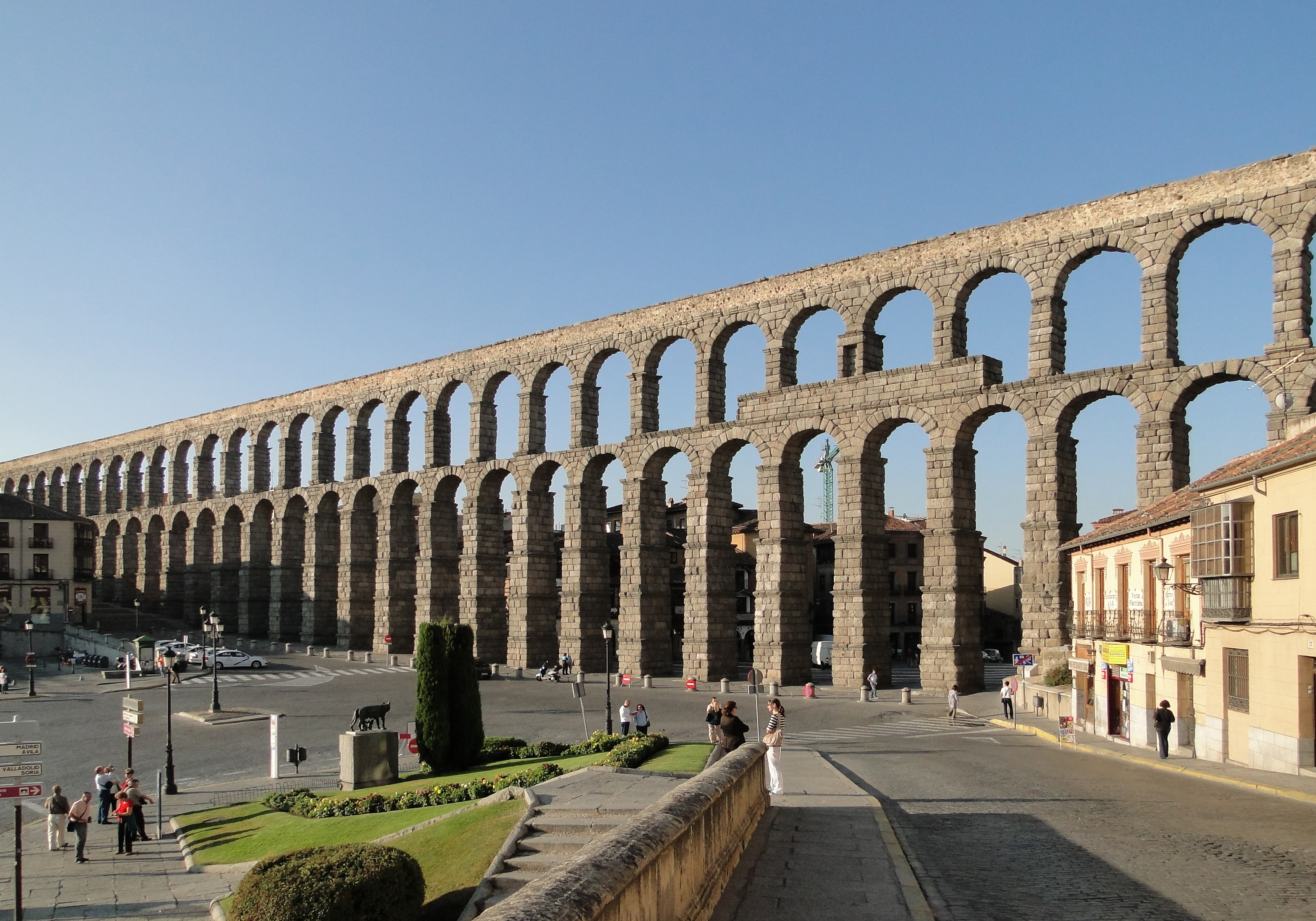
Acueducto de Segovia (siglo II) ( Patrimonio de la Humanidad )

#### En Oriente

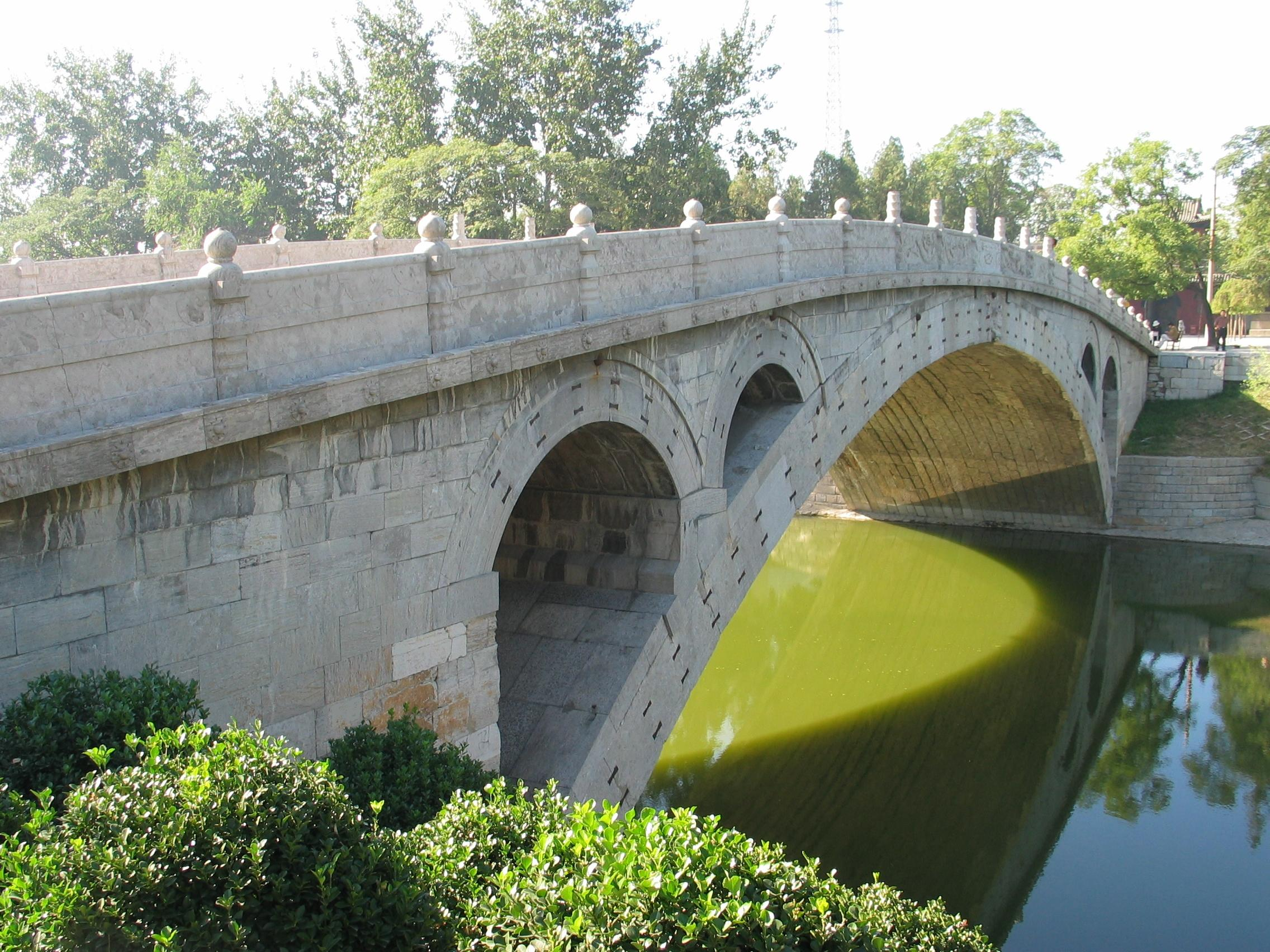
El puente Zhaozhou, construido hacia 605

En Asia, es casi seguro que los chinos inventaron, por su parte, la bóveda antes o después de los griegos y que construyeron puentes abovedados muy pronto, quizá antes que los romanos. Según los arqueólogos chinos, el puente más antiguo sería el puente Lurenqiao, construido alrededor del año 282 a. C., cerca del antiguo palacio de Luoyang (provincia de Henan).
El puente Zhaozhou, que se asemeja a los puentes occidental del siglo XIX, se construyó alrededor del año 605. Es el puente de fábrica abovedada de dóvelas y tímpano abierto más antiguo del mundo. También es el puente más antiguo de China, aún en servicio. Se encuentra ubicado en el distrito de Zhao de la ciudad-prefectura de Shijiazhuang, en la provincia de Hebei. La luz del arco es de 37,4 m.
Otro puente antiguo notable es el puente Baodaiqiao, construido sobre el Gran Canal en Suzhou por Wang Zhongshu, gobernador de Suzhou bajo la dinastía Tang (618-907). Con una longitud de 317 m, cuenta con 53 arcos, por lo que es el puente de China con el mayor número de arcos.

### El periodo medieval

#### En Occidente

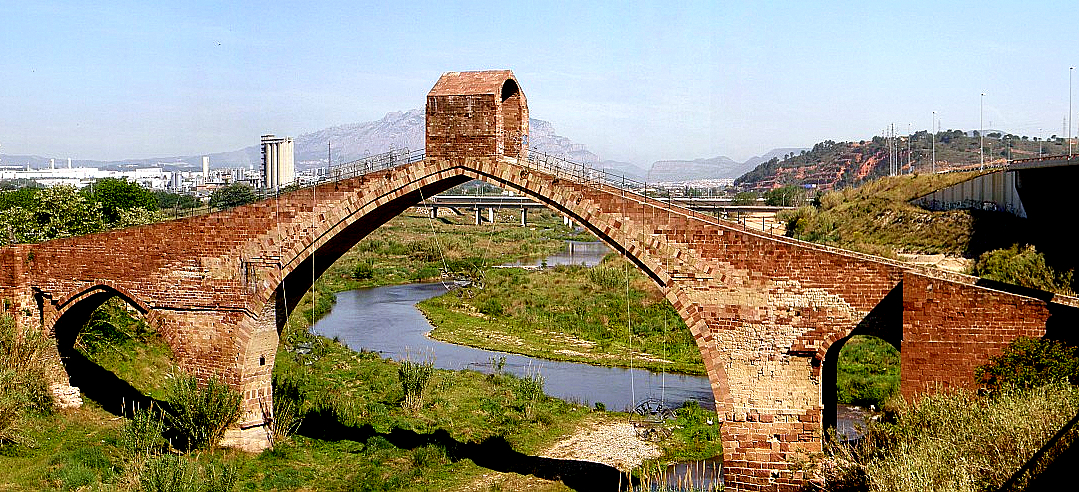
Reconstrucción moderna de 1965 del Puente del Diablo (1282), en Martorell, de 37.3 m de luz

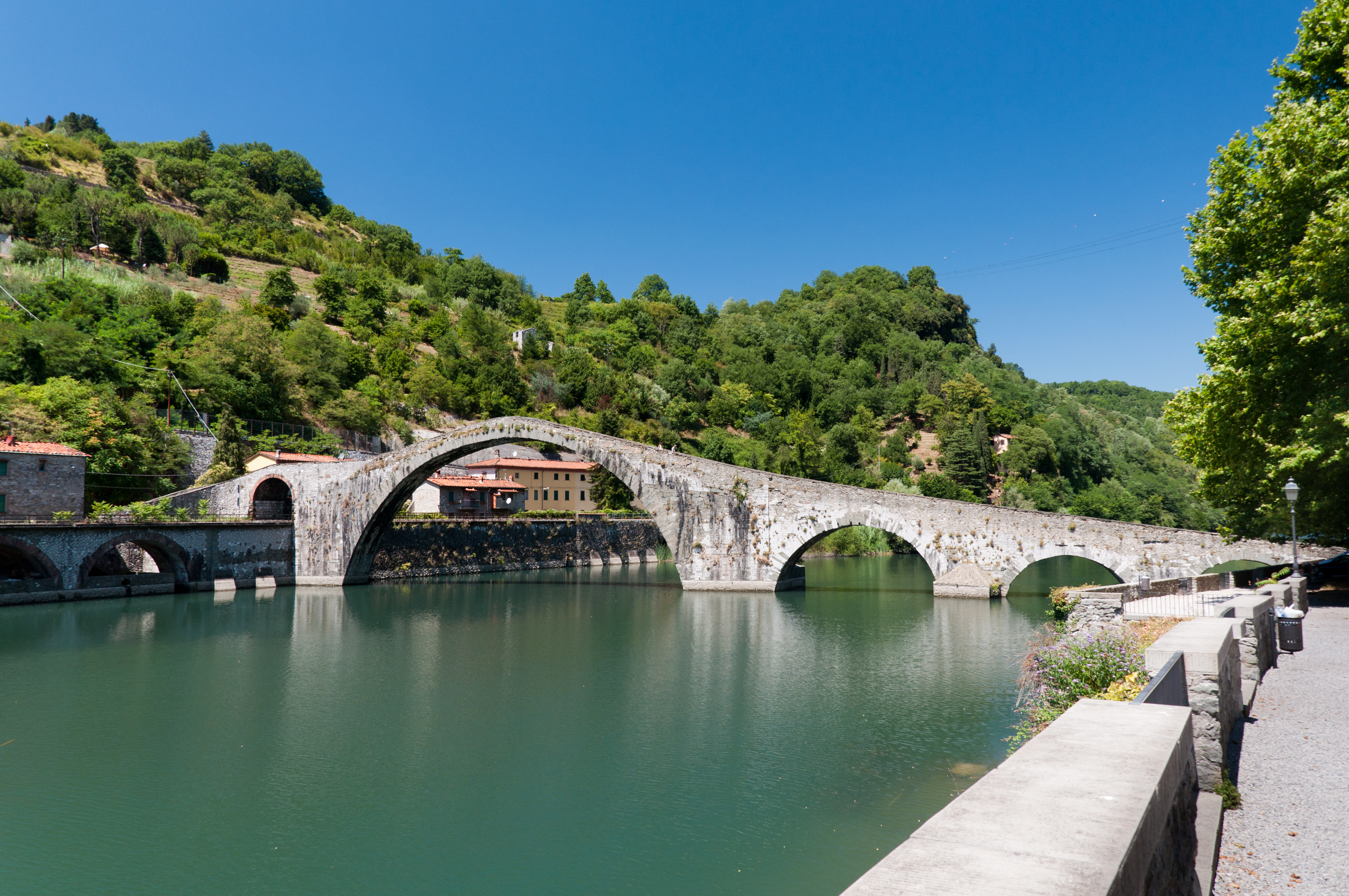
Puente de la Maddalena (Borgo a Mozzano) (vano de 38 m), récord del puente de arco más largo del mundo desde 1300 a 1341

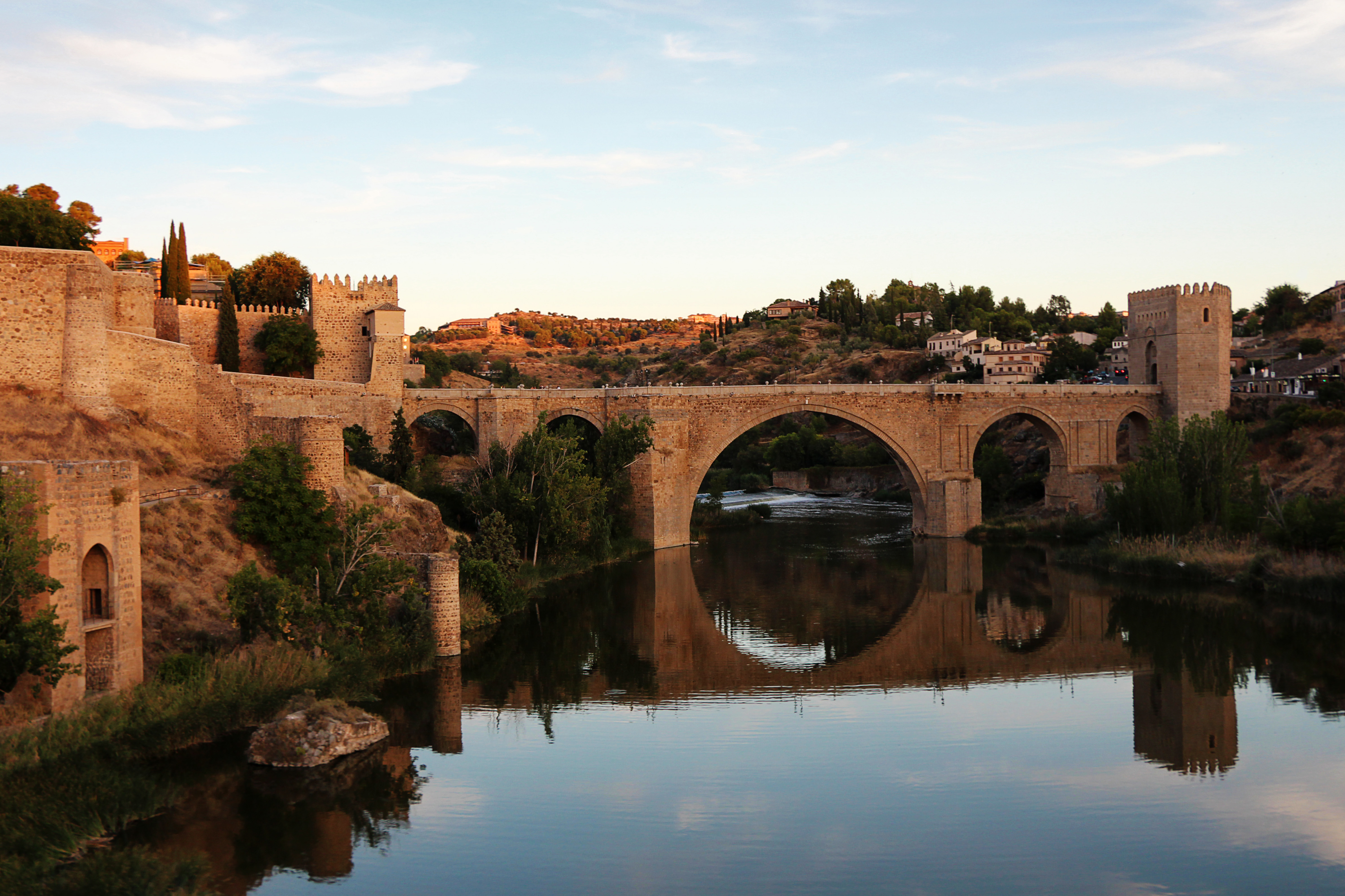
Puente de San Martín que franquea el río Tajo en Toledo (40 m)

Después de la caída del imperio romano, sigue un período de casi 500 años, algo menos de la mitad del milenio, ocupado por la Edad Media, de los cuales no queda la menor realización en materia de obras de ingeniería. Los puentes fueron en esa época construidos en madera.
A partir del siglo XI, se construirán muchas obras de formas variadas y pesadas. Estas obras se componen de arcos a menudo muy desiguales, cuyas bóvedas son en arco ligeramente rebajados, de medio punto o en ojiva, ya que esta última forma permitía disminuir los empujes sobre los apoyos; reposan sobre pilonas gruesas con las extremidades muy salientes, por lo menos aguas arriba. Los anchos útiles entre los muros eran pequeños y el paso disponía casi siempre de rampas de acceso con pendientes muy fuertes. En Francia, entre los puentes medievales más notables se pueden mencionar: el Pont Vieux (1035-1178) de Albi, sobre el río Tarn; el puente Saint-Bénézet, en Aviñón, sobre el río Ródano (1177-1187); el viejo puente de Carcasona, en el río Aude (1180); el Petit-Pont de París, sobre el río Sena (1174-1186); el puente Valentré, en Cahors, sobre el río Lot (1231); el puente Saint-Martial de Limoges, sobre el río Vienne (1215); el puente de Entraigues sobre el río Lot; y el puente del Truyère (inicio del siglo XIV).

Grandes puentes medievales de múltiples arcadas de Francia
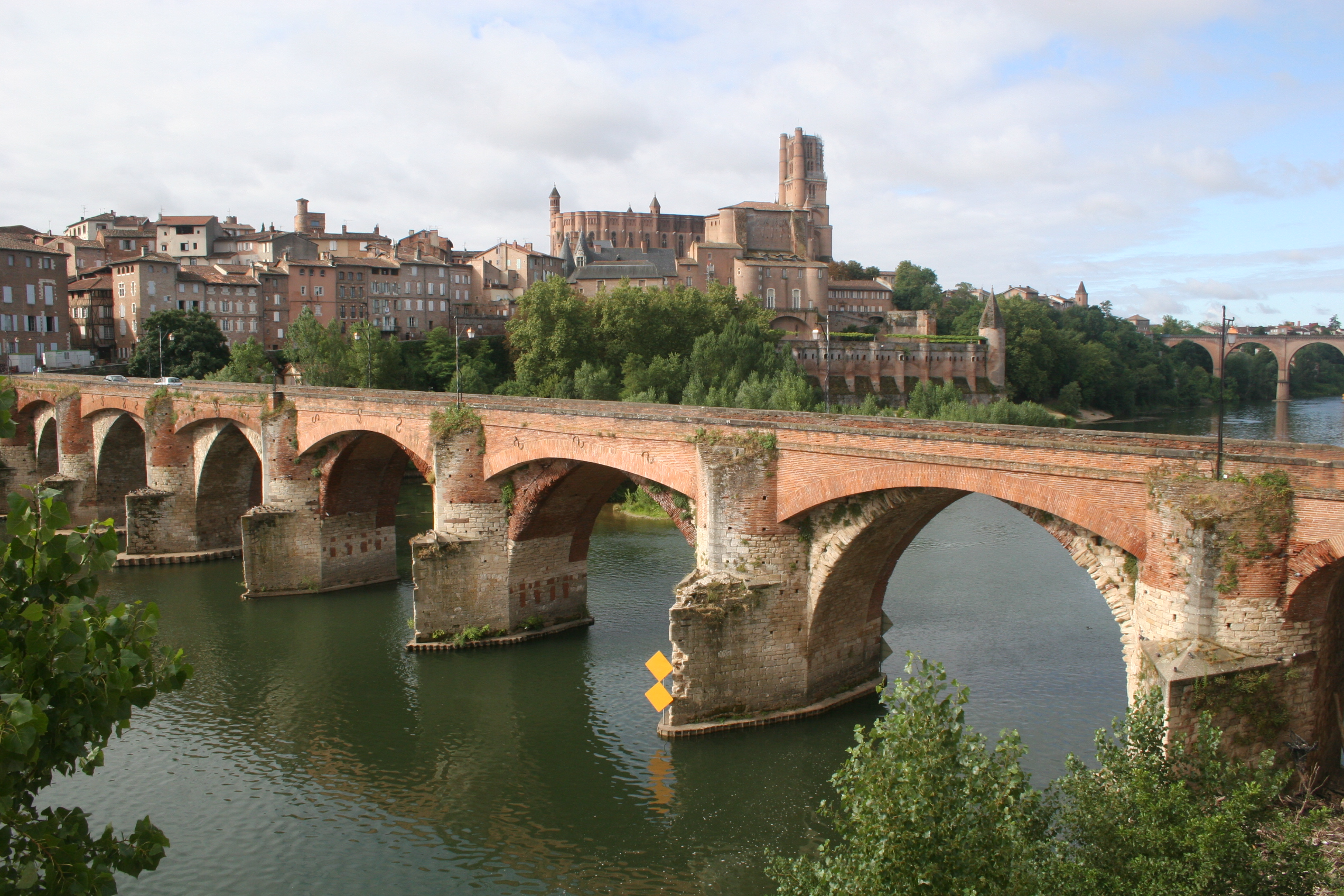
Pont Vieux (1035-1178) de Albi, sobre el río Tarn
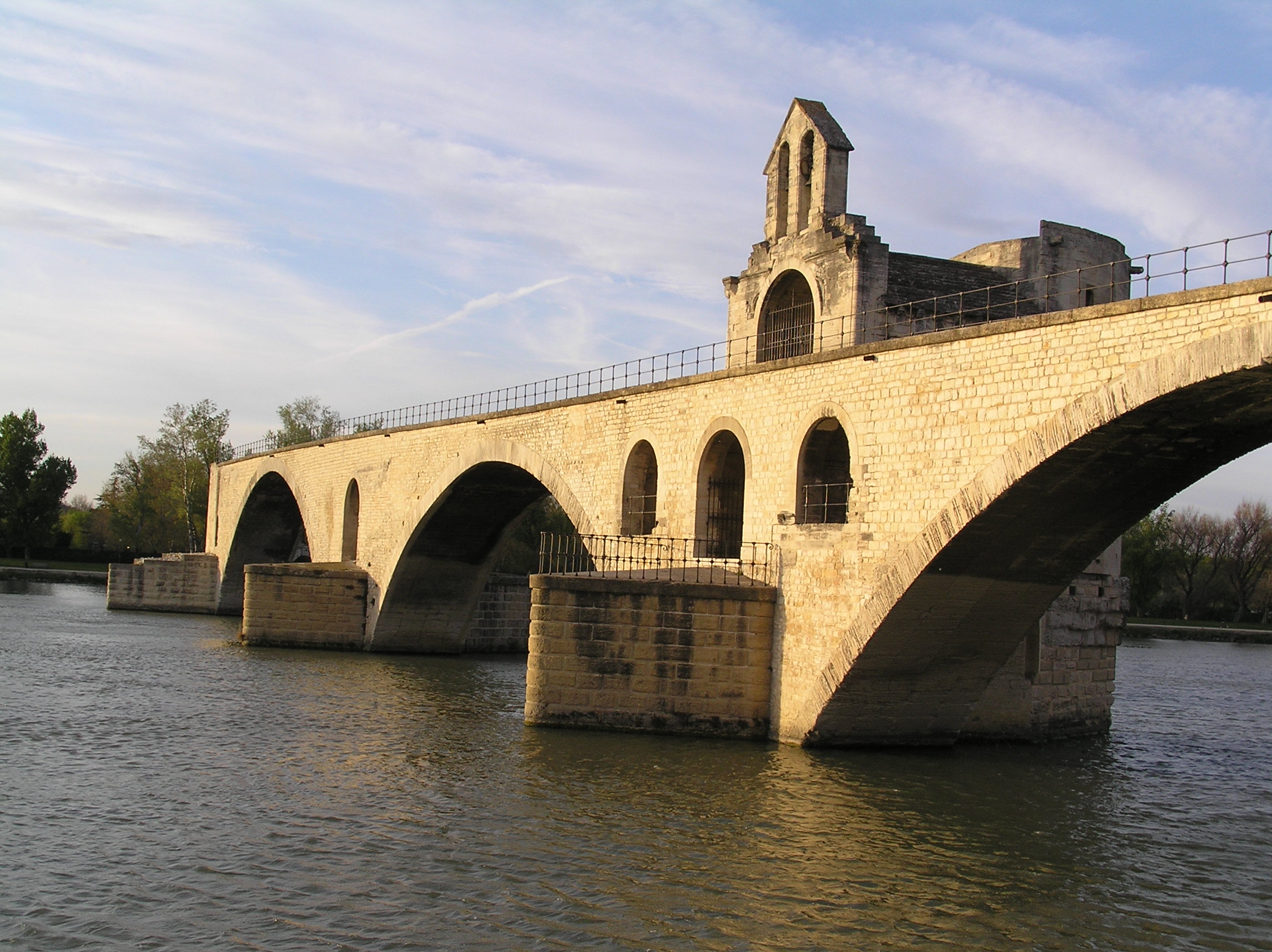
Puente Saint-Bénézet  (1177-1187), Aviñón, sobre el río Ródano
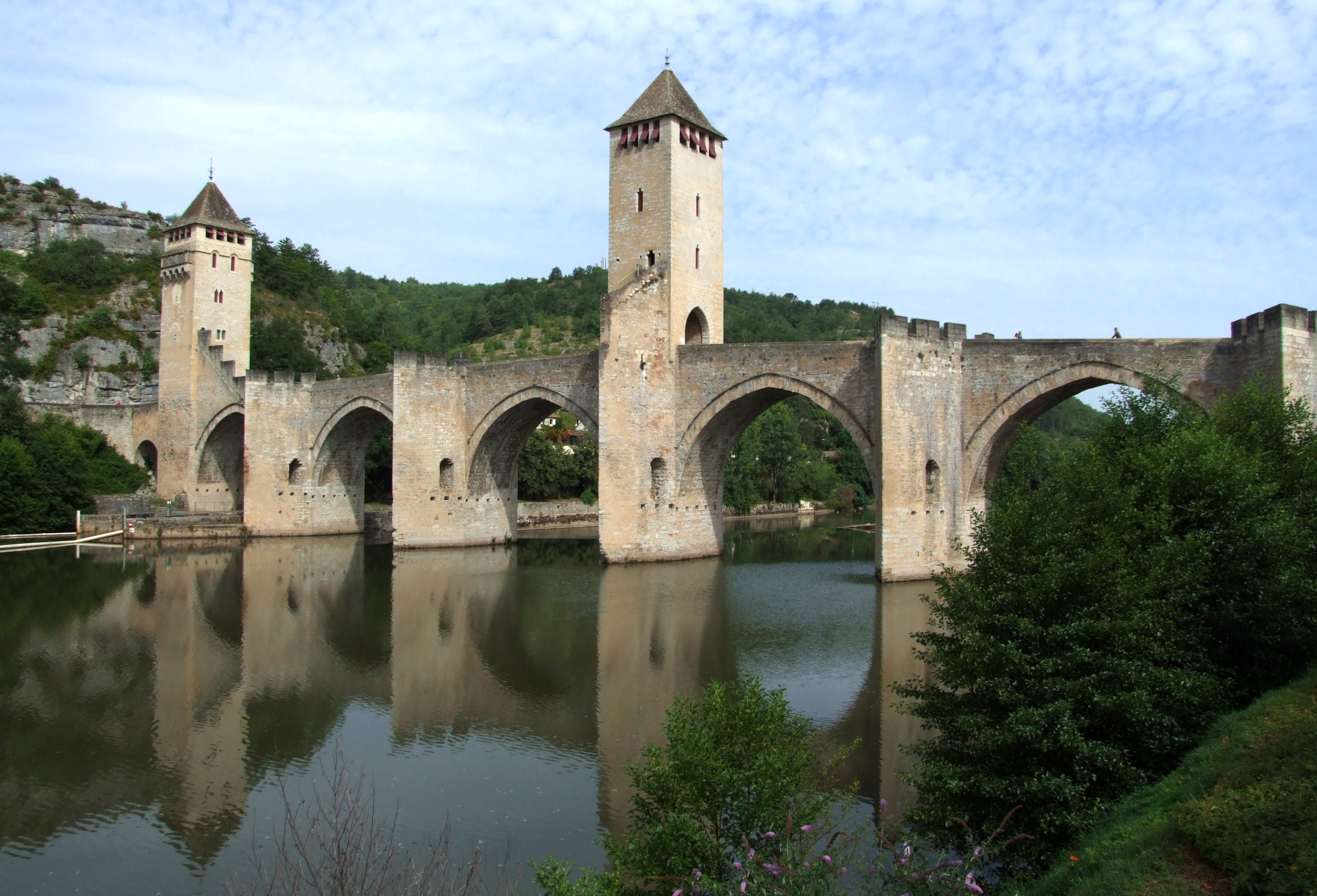
Puente Valentré (1231) en Cahors, sobre el río Lot
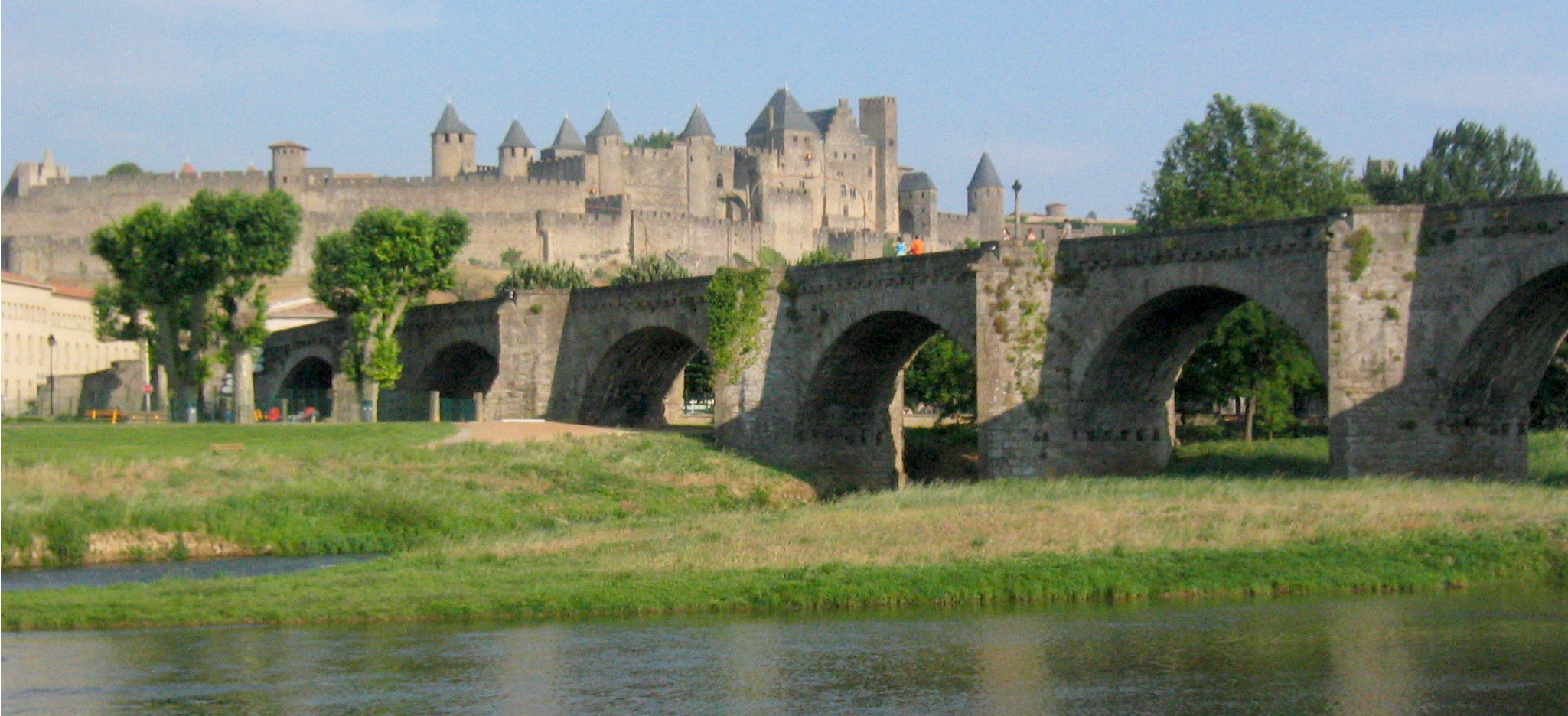
Pont Vieux (1353) de Carcasona, sobre el río Aude

A partir del siglo XIV los puentes se irán estilizando, afinando tanto el grosor de las pilonas y el propio canto de los arcos al mejorar las relaciones empíricas (véase el puente del Diablo en Martorell, de 1282). Se lograran superar luces alrededor de los  40 m, hasta ese momento inconcebibles: puente de San Martín que franquea el río Tajo en Toledo (España), puente de Castelvecchio de Verona (Italia) ( 48,70 m) y en Francia, el puente de Nyons (40,53 m), el Céret (45,45 m) sobre el río Tech (1366) y el puente de Vieille-Brioude sobre el río Allier (siglo XV) que tenía un único arco 54,20 m de luz, hoy desaparecido, pero que fue durante cuatro siglos la mayor bóveda de piedra existente. 

Grandes puentes medievales de un único arco
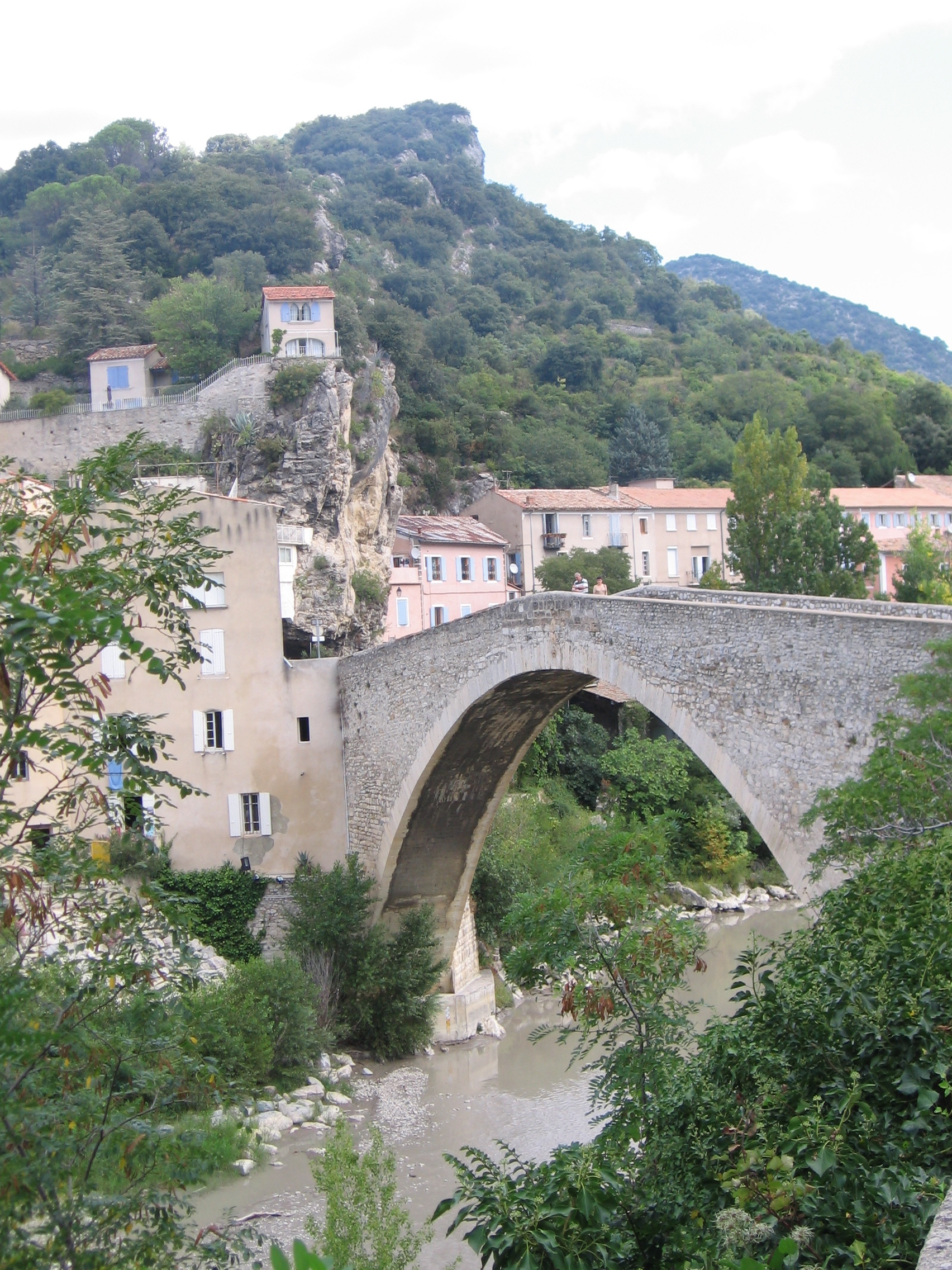
Puente de Nyons (1341-1405) (40,53 m)
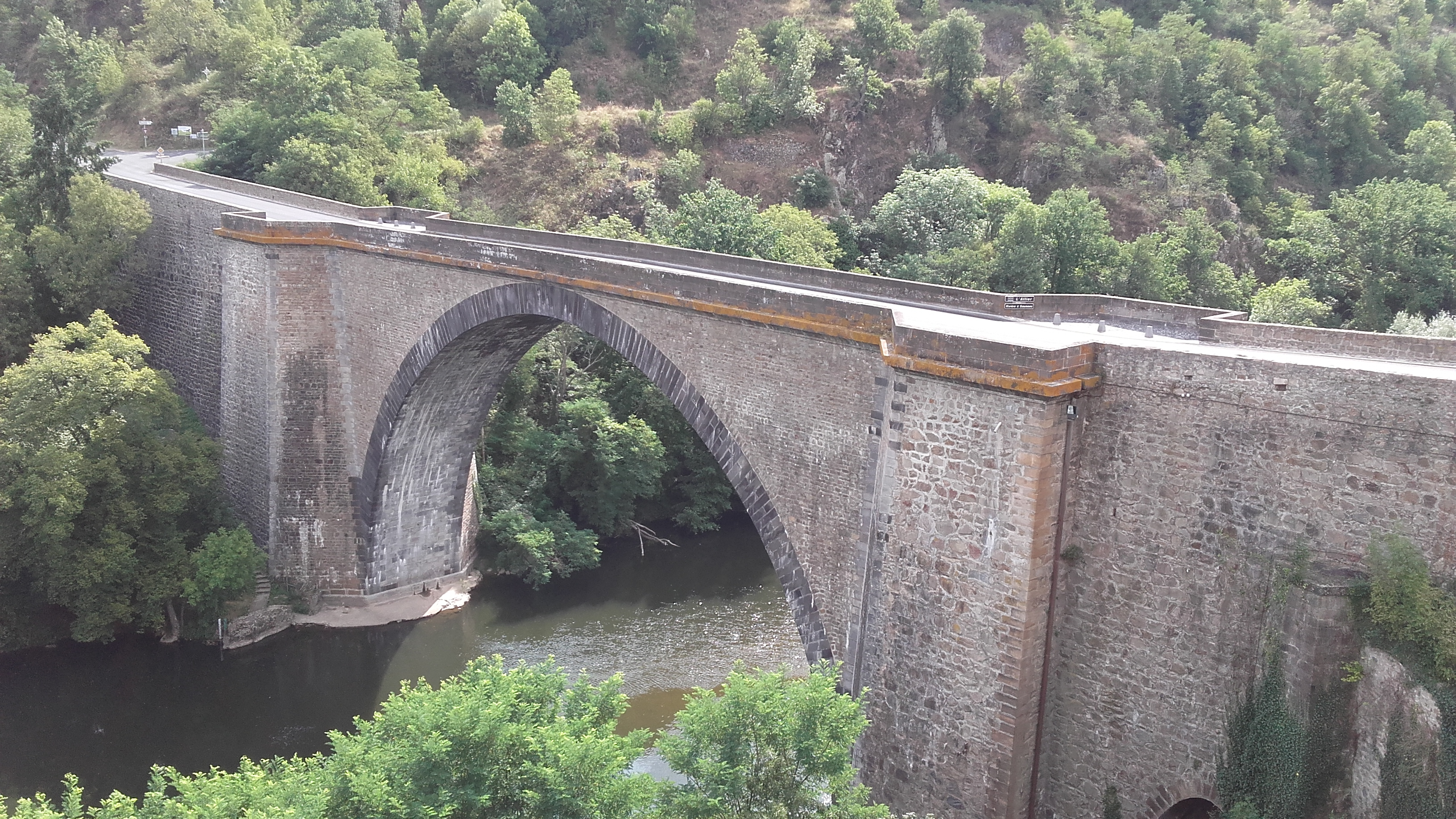
Puente de Vieille-Brioude sobre el río Allier (siglo XV) cuyo arco de 54,20 m de luz (hoy reconstruido con solo 45 m),  fue durante cuatro siglos la mayor bóveda de piedra existente.
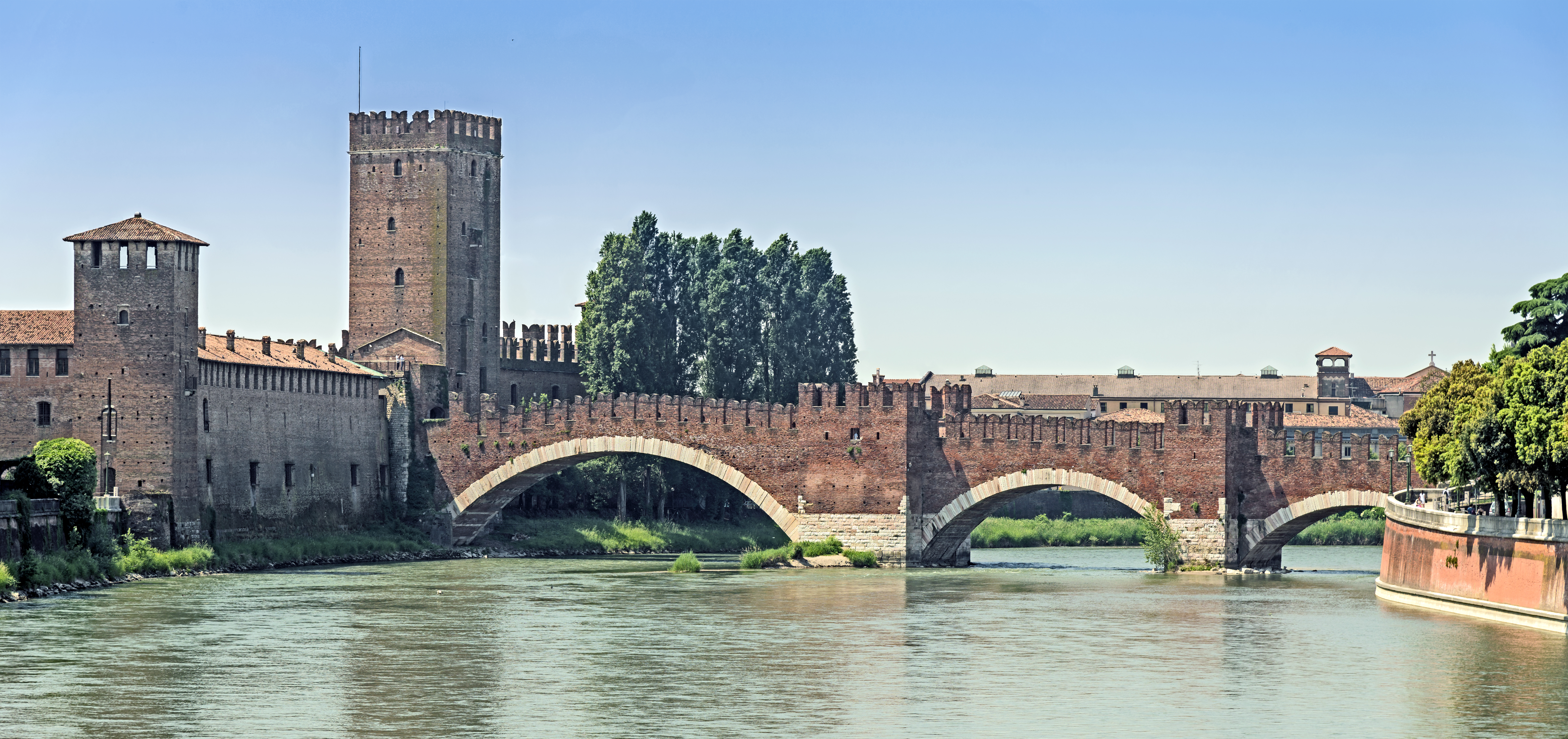
Puente de Castelvecchio de Verona (Italia) (48,7 m)

La Edad Media también se caracterizó por la construcción de numerosos puentes de madera, a menudo coronados por edificios en los que se habilitaron comercios, que constituiran el tipo de puente habitado. Uno de los más famosos es el Ponte Vecchio en el río Arno, en la ciudad de Florencia, en Italia. Primero construido en madera, fue reconstruido en piedra en 1345 por Taddeo Gaddi o Neri di Fioravante, según las fuentes, pero la famosa galería erigida por encima de las tiendas no será construida hasta el siglo XVI.

#### En Oriente

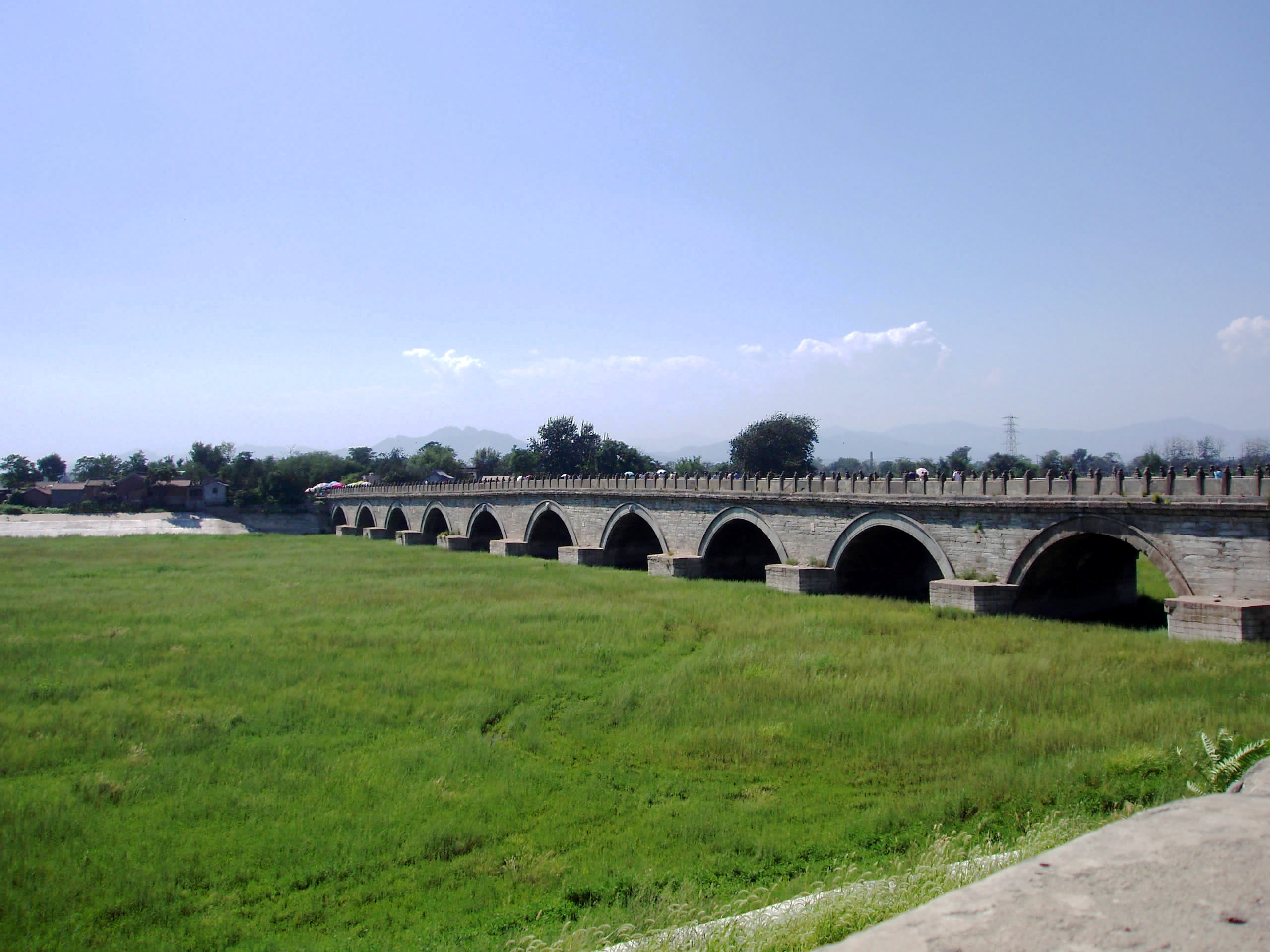
El puente de Marco Polo (1189-1192)

El puente de Marco Polo es probablemente el primer puente chino conocido en Occidente a través de las historias del viajero veneciano Marco Polo en su viaje a China, en el siglo XIII. Se encuentra a unos  15 km de Pekín (Pekín) y se completó en 1192. Con una anchura de  8 m y 205 m de largo, cuenta con 11 arcos de diferentes tamaños, teniendo el más grande una luz de  21,60 m.
Los puentes abovedados chinos llegar a la cima de su esplendor en el Fujian, con arcos muy delgados. El puente de Xiao construido en 1470 tiene una altura libre de  7,2 m con un arco de un espesor de sólo  20 cm, la mitad de un arco normal. Todavía está en servicio y soporta el tráfico actual. Otro puente notable de este período es el de Gao-po, ubicado en Yongding y construido en 1477. Su luz es de 20 metros y el arco tiene sólo 60 cm de espesor, sin ningún tipo de mortero de unión.
En Camboya, Phra Phutthos es un puente construido a finales del siglo XII durante el reinado de Jayavarman VII. Tiene más de 20 arcos delgados y unos 75 metros de longitud. Es el puente de piedra abovedado en ménsula más largo arco de piedra en el mundo.

### Del Renacimiento a finales delsigloXVII

#### En Occidente

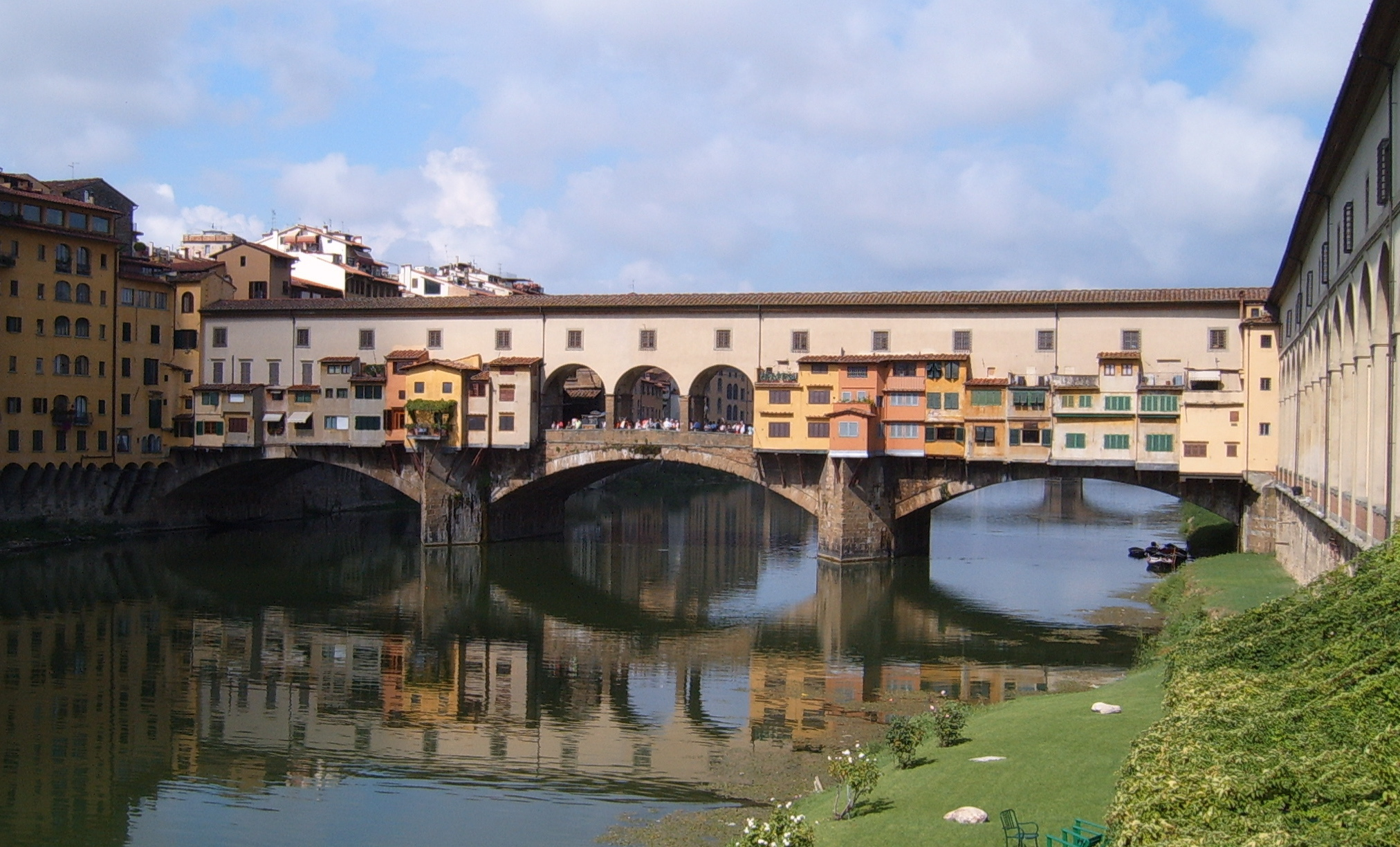
El Ponte Vecchio entre Oltrarno y Lungarno.

En Occidente, entre los siglo XV y XVI, los arquitectos de famosos puentes de Florencia, Venecia y otras ciudades italianas se inspiraron por formas regulares prestados del pasado, pero su tendencia a ser más artistas que constructores, a veces les llevó a abusar de la superestructura y otras decoraciones. Los dos ejemplos más significativos son el ponte Vecchio de Florencia y el puente de Rialto en el Gran Canal de Venecia.

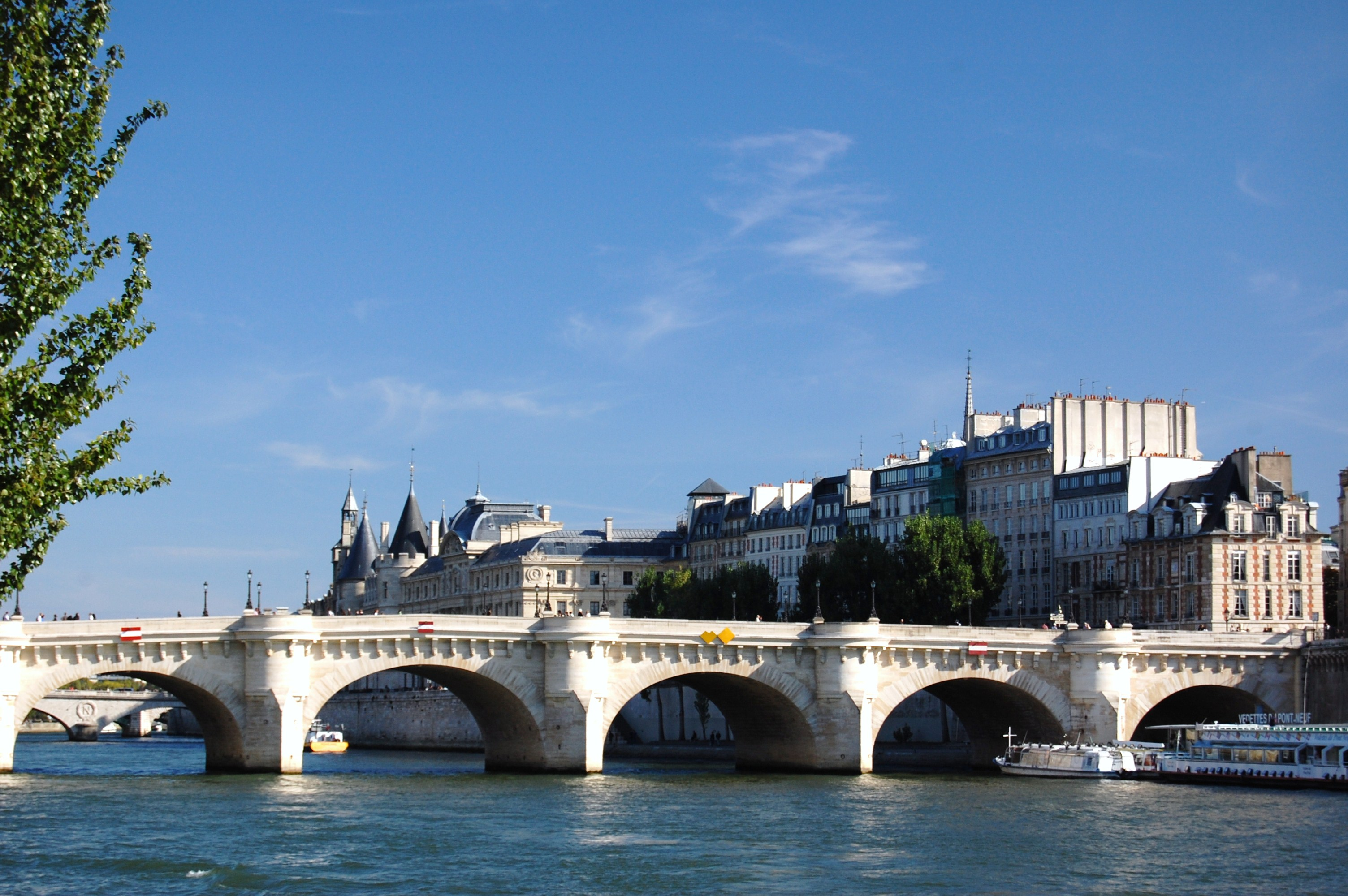
El pont Neuf: el puente más antiguo de París.

El puente se convierte en un elemento central de los grandes proyectos de urbanismo. En Francia, los primeros arquitectos de renombre aparecen, como Androuet du Cerceau a quien se debe el Pont Neuf de París, que comenzó en 1578 y que no fue terminado hasta 1604 debido a las guerras de religión. Facilita el paso entre el Palacio del Louvre y la Abadía de Saint-Germain-des-Prés, junto al monumento erigido en honor de Enrique IV situado en el extremo aguas abajo de la île de la Cité y es el puente es el servicio más antiguo de París. Fue en ese momento el puente que introdujo el arco carpanel, una curva con tres o más centros, que nunca sustituyó la curva semicircular.

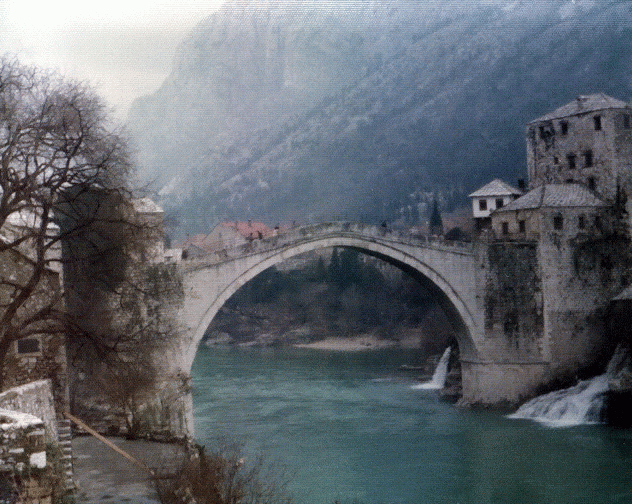
El Stari Most fotografiado en los años 1970.

En Europa Central, el Stari Most de Mostar es un puente construido en 1565 por el arquitecto Mimar Hajrudin, un alumno del arquitecto otomano Sinan. Conecta las dos partes de esta ciudad de Bosnia y Herzegovina, sobre el río Neretva. El puente consta de un solo arco escarpado, de  27 m de luz,  4 m de ancho y  30 m de longitud. La arquitectura de este puente la montura del puente, la técnica utilizada en la época de su construcción, es sorprendente, confiriéndole una gran solidez. Era tal que se ha mantenido en pie durante siglos en todos los conflictos, con excepción del último.

#### En Oriente

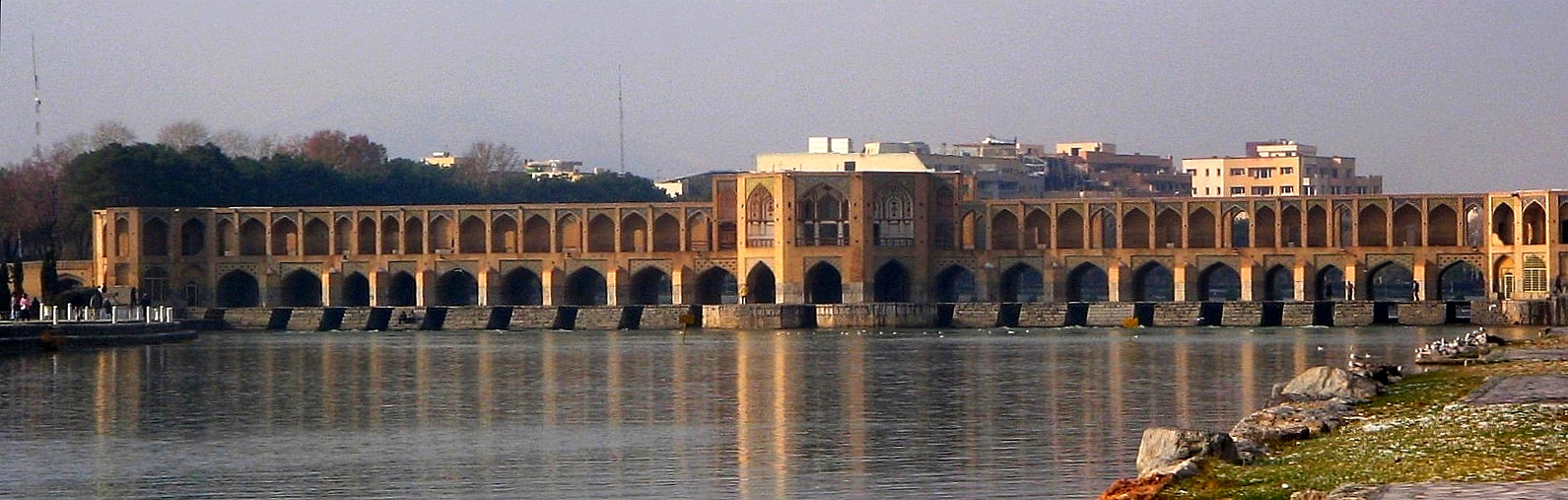
Puente Khaju en Isfahán

El puente Khaju, en la ciudad de Ispahán, es un extraordinario puente de Irán. Construido alrededor de 1667, tiene 18 bóvedas de arcos apuntados, y soporta una vía de 7,5 m (11,7 m) y cuenta con corredores laterales cubiertos sombreados. También es flanqueado por dos pabellones centrales y torres de vigilancia. La combinación de arquitectura y arte en una maravillosa armonía funcional, este hermoso puente también sirve como una presa y aliviadero, ya que entre sus arcos dispone de compuertas.

### SigloXVIII

#### El problema de la estabilidad de las bóvedas de fábrica

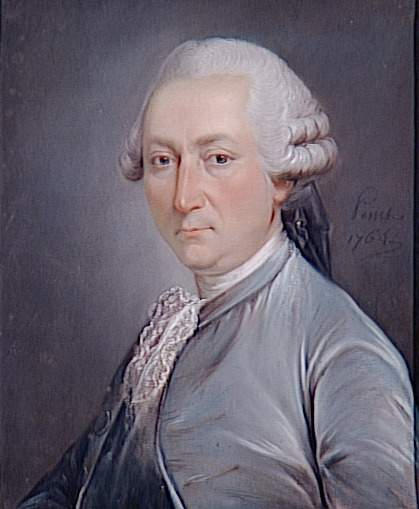
Jean-Rodolphe Perronet, el primero en calcular en 1777 los espesores de las claves y pies de las bóvedas

Hasta el siglo XVII los puentes se construyeron por transposición de las técnicas de construcción comprobados por el tiempo, pero no como resultado de un enfoque teórico. Las fórmulas usadas, derivadas de la observación y la práctica, eran numerosas. El espesor de la clave, del riñón, de las pilonas o pilares, se deducían simplemente de la luz o apertura del puente.
Philippe de La Hire en 1695, y luego en 1712 intentó una primera aproximación en el cálculo de las bóvedas, cálculo que consistía en verificar, a posteriori, que la bóveda diseñada tenía alguna posibilidad de ser estable, y que los materiales que lo constituían no se aplastaban bajo las cargas. No pudo obtener resultados suficientes para la práctica, pero tuvo el mérito de poner de relieve dos conceptos que, un siglo más tarde, se revelaran muy fructíferos:
- la curva de presiones: es la envoltura de la resultante de las acciones que se ejercen sobre una junta cualquiera de la bóveda;
- la rotura en bloques: la bóveda se supone que se rompe en tres bloques independientes que se separan por deslizamiento, suponiendo el rozamiento nulo. Estos supuestos, falsos, sin embargo, permitieron acercarse al cálculo de los pilares (culées).

Jean-Rodolphe Perronet, primer director de la École nationale des ponts et chaussées) e ilustre constructor, determinó en 1777 las primeras reglas para calcular el espesor de las bóvedas y piédroits (pie del arco). Couplet introdujo la noción de líneas de centro de presión y el concepto de rotura por rotación de bloques. Los trabajos de Charles de Coulomb, publicados en 1773, introdujeron un mecanismo de ruina por deslizamiento a lo largo de una articulación y reanudaron, cuarenta y tres años más tarde, el mecanismo de falla por rotación de los bloques. Sin embargo, hasta el siglo XIX estas teorías no tuvieron aplicaciones prácticas.

#### Desarrollo en Occidente
Aunque los puentes de la Edad Media habían sido de alguna manera suficientes hasta ese momento, eran obras varias veces reparadas y con calzadas estrechas que ya no eran adecuadas para los nuevos intercambios comerciales. El siglo XVIII va a conocer en Europa, especialmente en Francia, una importante actividad en la construcción de puentes.
Una evolución también se produjo en este período. Durante la primera mitad del siglo, los puentes fueron en lomo de burro o con escarpe muy pronunciado y compuestos de arcos decrecientes, desde la mitad de las orillas, tales como el puente Jacques-Gabriel de Blois, mientras que desde 1750 las pendientes serán menos pronunciadas y con arcos de igual longitud (puente Wilson de Tours atravesando el Loire, con una longitud total de 434 m).
La región central de Francia (cuencas del Sena y del Loira) ha sido particularmente privilegiada. Vio nacer, entre otras cosas, el pont Royal en París, que, aunque edificado de 1685 a 1687 por Jules Hardouin-Mansart anunció, por su estructura, los grandes puentes del siglo siguiente; el puente de Blois, construido entre 1716 y 1724 por Jacques V Gabriel y Robert Pitrou; y el puente George-V sobre le Loira en Orléans, de 1751 a 1760 por Jean Hupeau et Robert Soyer (de 325 m); el puente de Moulins sobre el Allier, desde 1756 a 1770 por Louis de Règemorte (301,50 m); el puente de Saumur, desde 1756 a 1768, por Jean-Baptiste de Voglie (de 276 m); el puente de Neuilly, de 1766 a 1769; el Puente de la Concorde en París, desde 1787 a 1791, obras maestras de Perronet.
En España, el puente de Toledo, construido entre 1720 y 1732, es también una obra monumental decorada con numerosas esculturas barrocas.

Grandes puentes franceses de la segunda mitad del XVIII
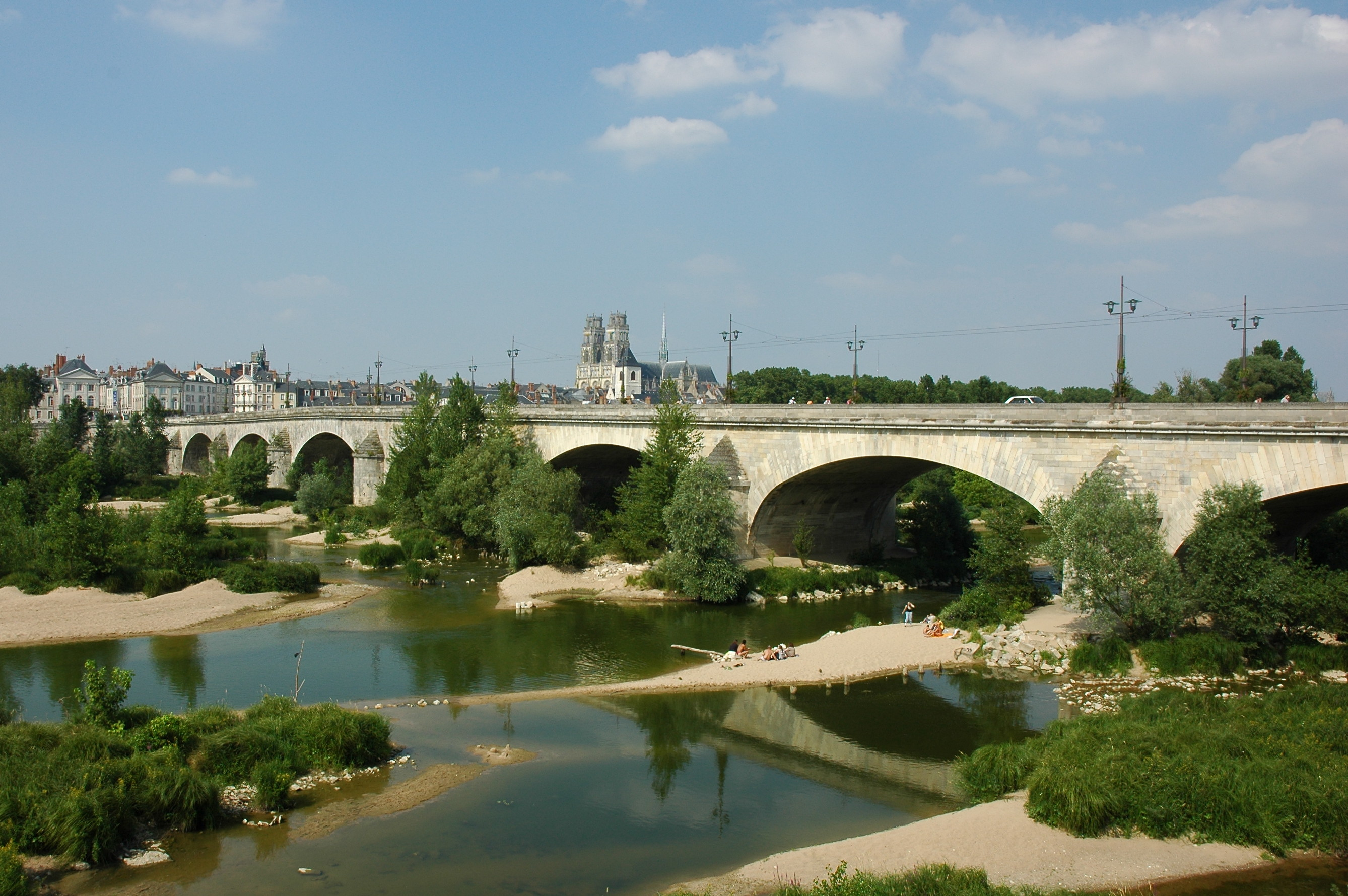
Puente George-V (1751-1760), en Orléans
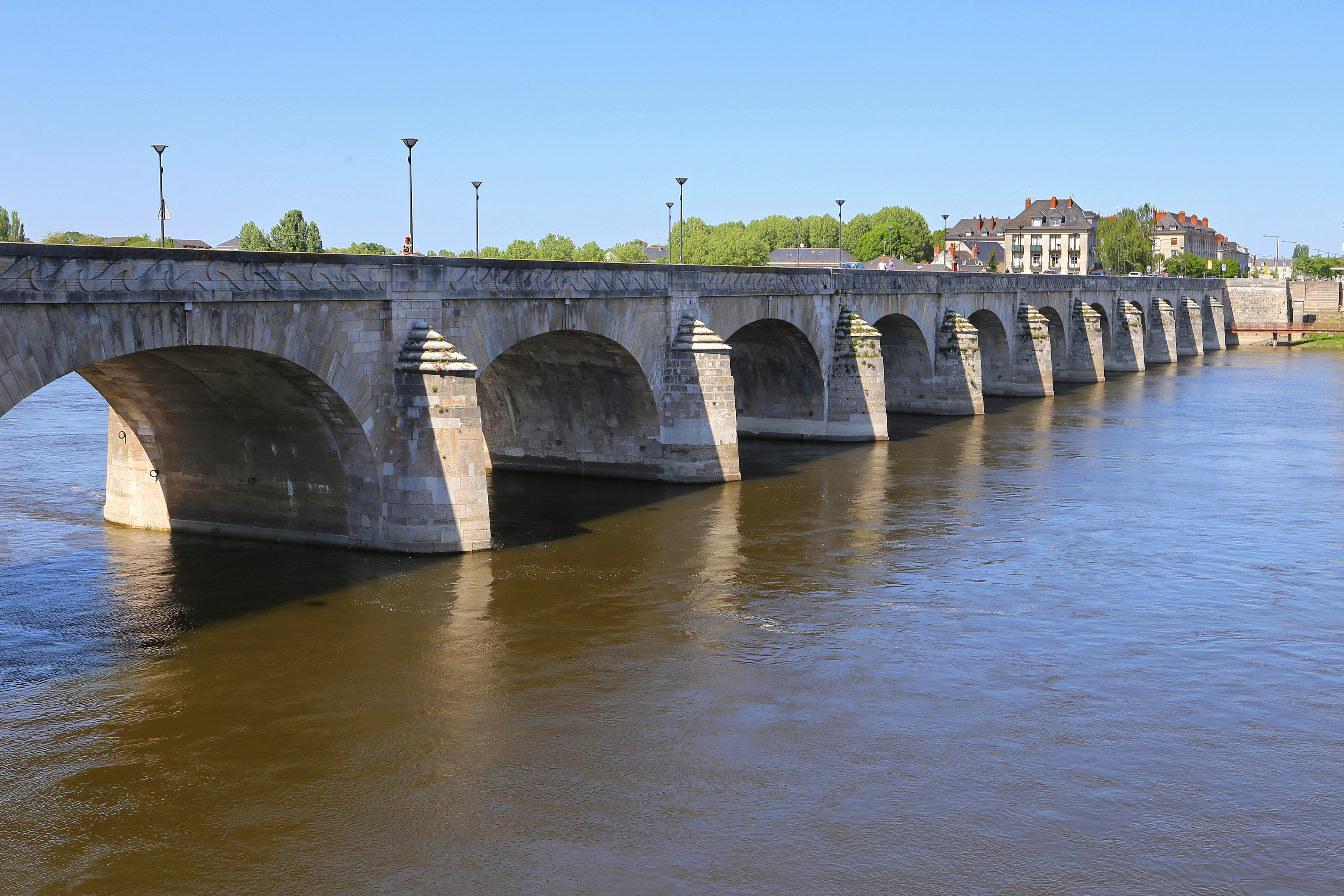
Puente Cessart en Saumur (1756-1768)
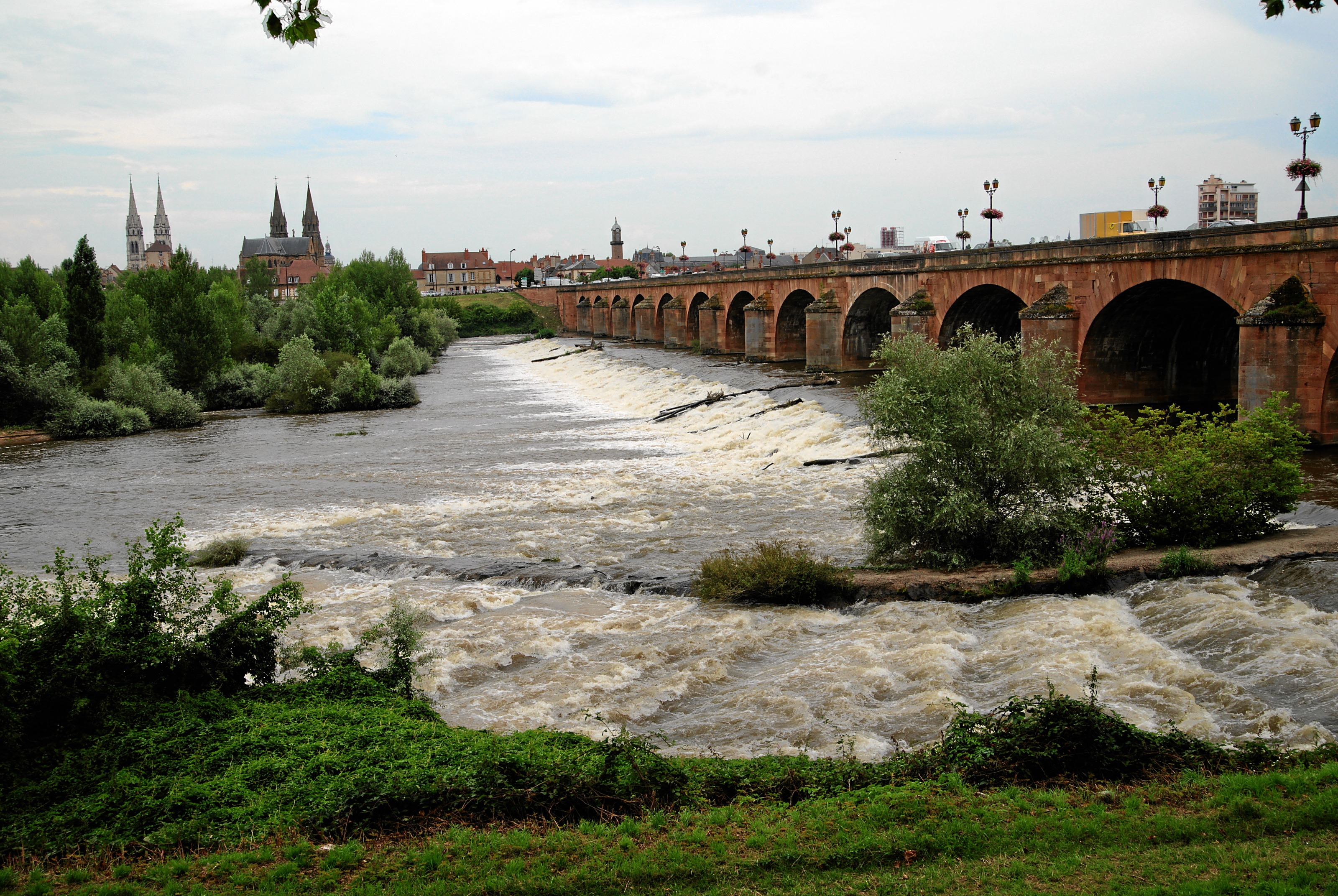
Puente Régemortes (1756-1770), en Moulins
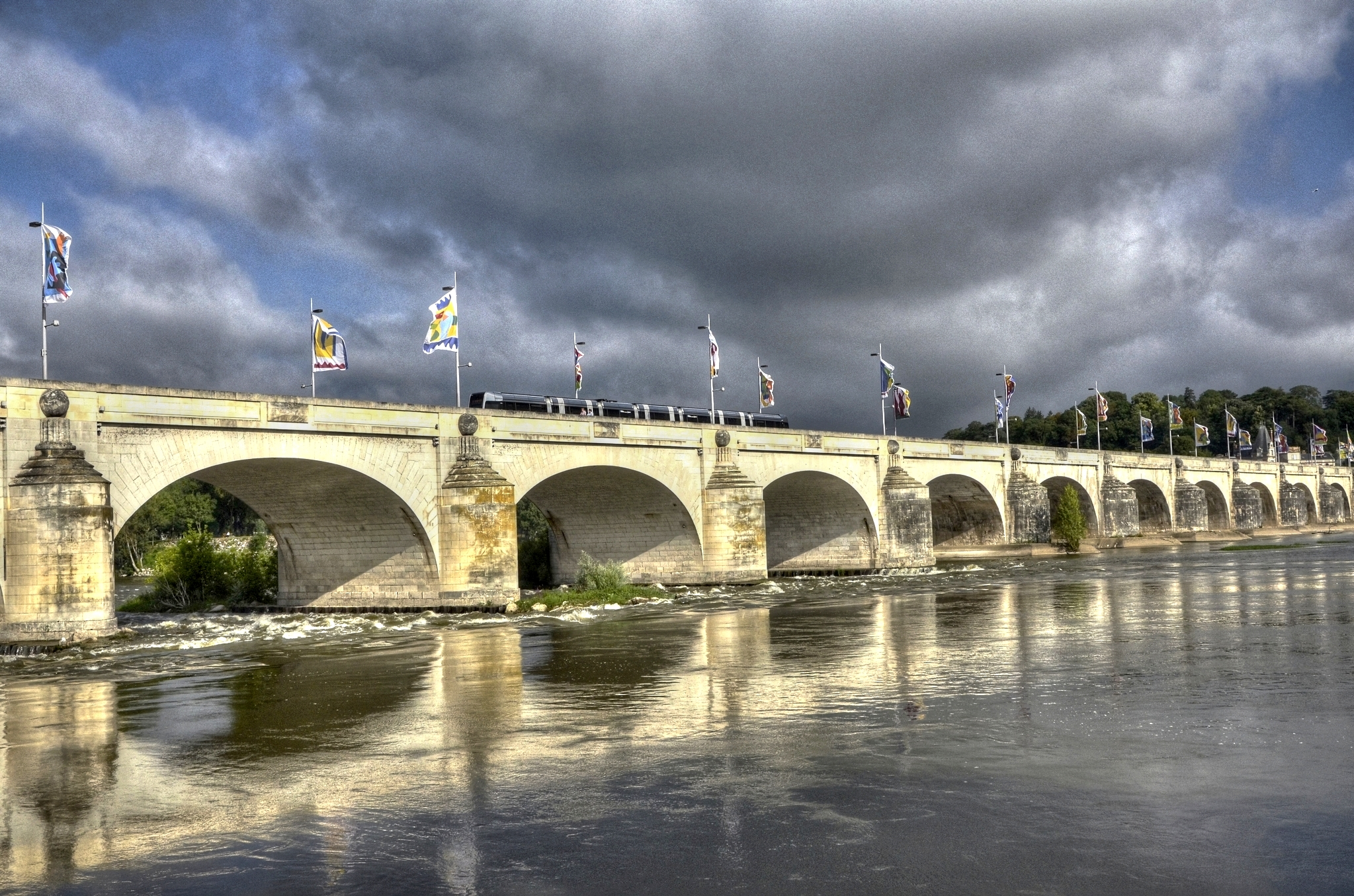
Puente Wilson (1765-1778), en Tours

#### En Oriente

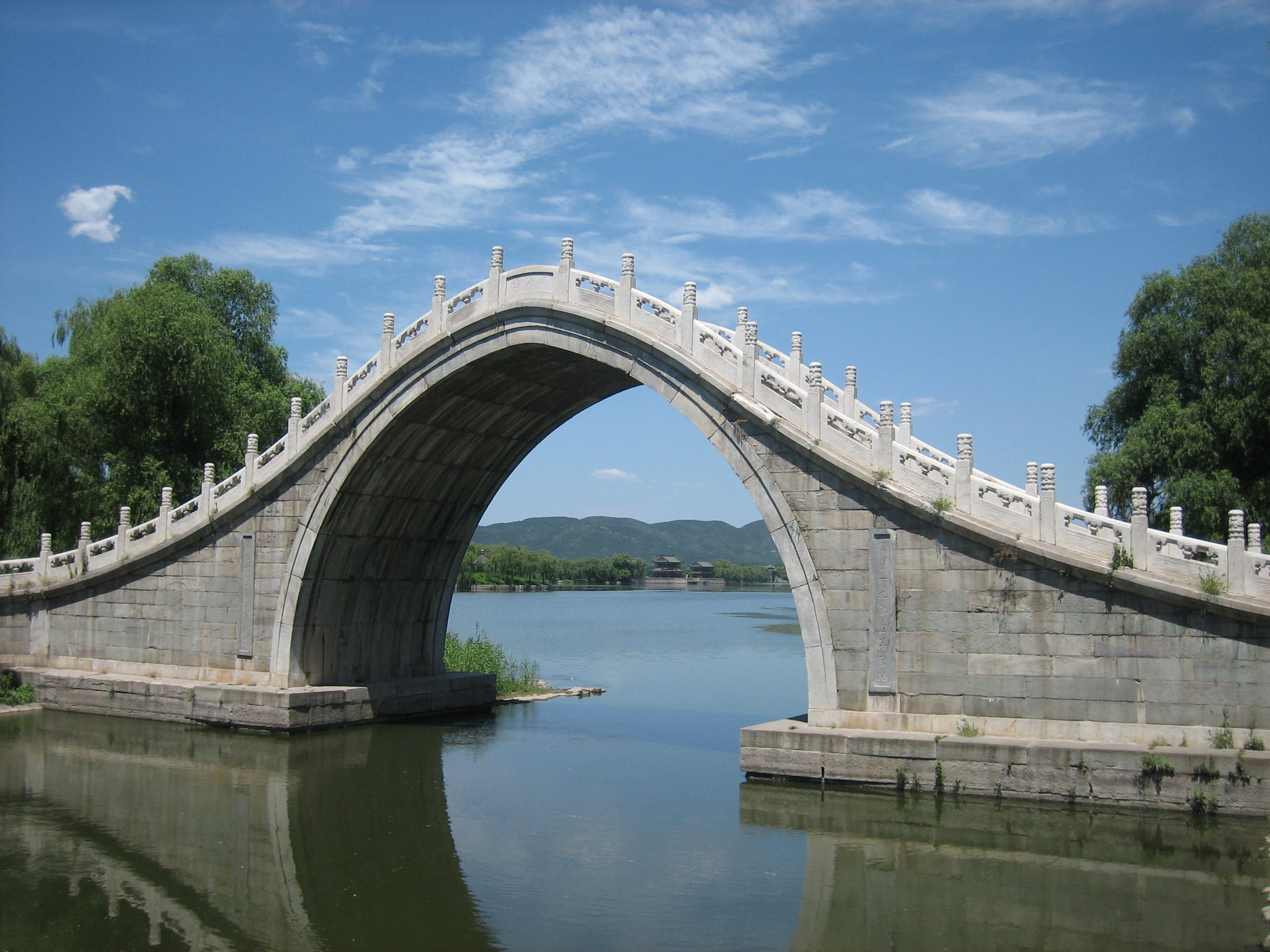
Puente del cinturón de jade, un puente luna

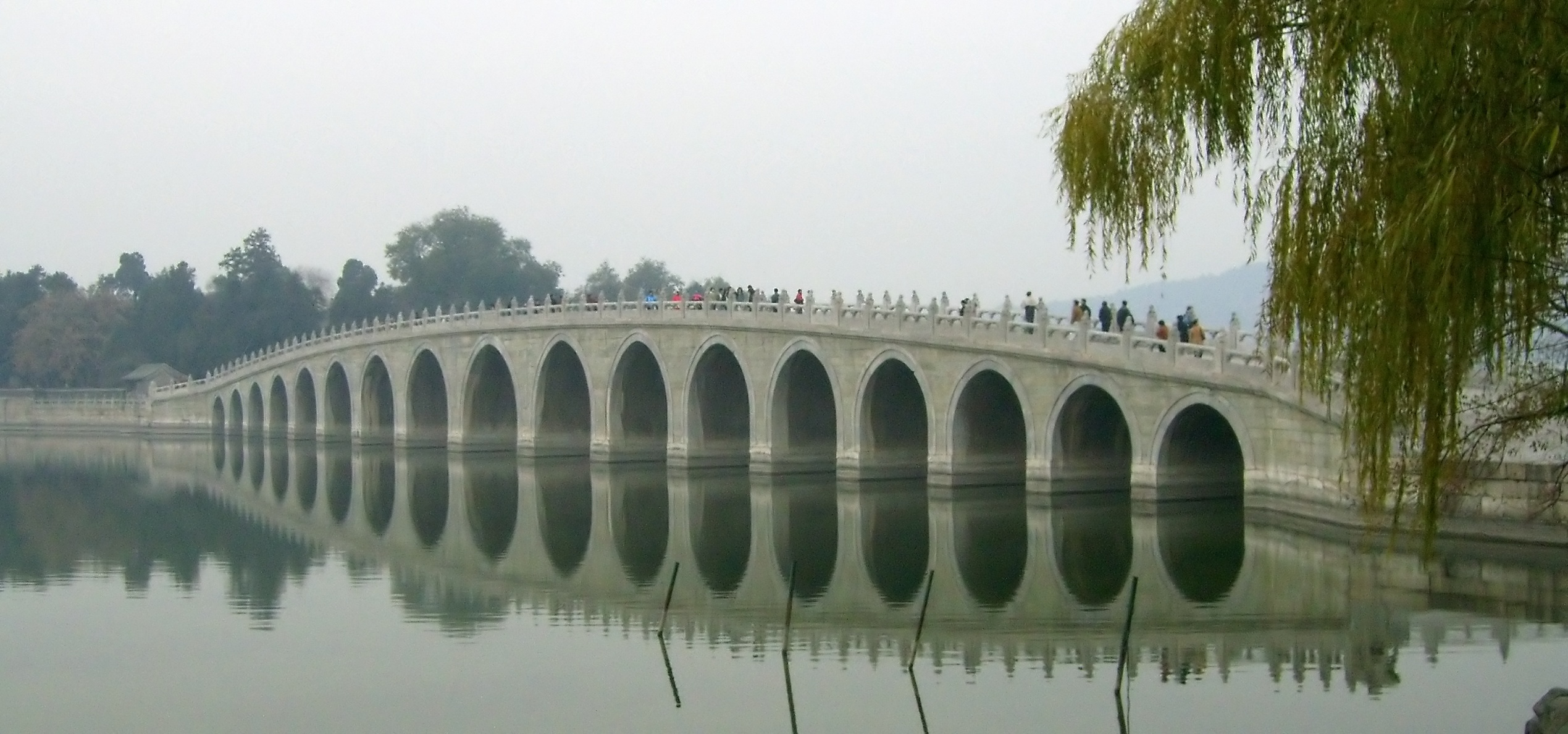
Puente de diecisiete arcos

La literatura que describe los puentes construidos en Oriente en el siglo XVIII es prácticamente inexistente. Los puentes más conocidos de este período son sin duda los del Palacio de Verano en Pekín. Este palacio, que data de 1155, se compone de un mosaico de edificios dispersos en un lago de 240 hectáreas, el lago Kunming, al que se accede mediante un gran número de puentes de fábrica. Entre estos dos son notables:
- El puente del Cinturón de Jade, el más conocido de los seis puentes de la orilla occidental del lago Kunming. Fue erigido entre los años 1751 y 1764, durante el reinado del emperador Qianlong, y fue construido en el estilo específico de Oriente, que se encuentra también en Japón, los puentes luna.[P3 4]

- el puente de diecisiete arcos que conecta la isla de Nanhu con la costa oriental del lago, también fue construido durante el reinado del emperador Qianlong. Con una longitud de  150 m y una anchura de  8 m, es el puente más largo del Palacio de Verano.

### SigloXIX

#### Perfeccionamiento de los conocimientos teóricos

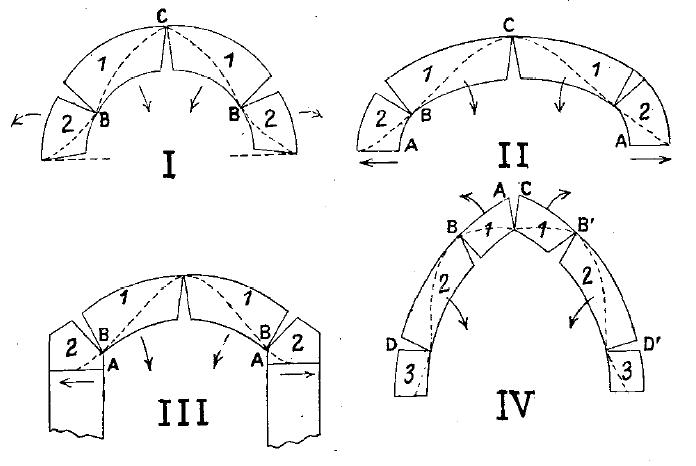
Rotura en cuatro bloques de las bóvedas: bóvedas de medio punto, en elipse o en anse de panier (I) – bóvedas muy rebajadas (II) - bóvedas en arco de círculo (III) – bóvedas ojivales o peraltadas (IV), según Jules Pillet (1895)

A principios de siglo XIX, los arquitectos y los ingenieros habían adquirido una larga experiencia en la construcción de puentes de piedra y de madera. En 1810, Louis-Charles Boistard muestra, después de muchas pruebas, que la rotura de los arcos se produce por la rotación de cuatro bloques. Henri Navier, en sus lecciones en la École des Ponts et Chaussées (1825), introdujo el concepto de elasticidad de los materiales y definió la «regla del tercio central», límite en el que debe limitarse la línea de centros de presión de la bóveda.
Estos resultados permitieron a E. Mery publicar en 1840 un método de verificación de las bóvedas que se utilizara en todo el siglo XIX y todavía a veces hoy en día. "El plan de Mery" ("L'épure de Méry") se basa en el principio de que «el intradós y el extradós forman dos límites de los que la curva de presión no deben salir y que cuando esto sucede, el equilibrio es imposible» [l'intrados et l'extrados forment deux limites dont la courbe des pressions ne doit jamais sortir et lorsque cela arrive, l'équilibre est impossible]. Este método se describe en el curso de Construction de ponts de Croisette-Desnoyers, en 1885, y en lo que queda de la obra magistral consagrando el final de la construcción de los puente de fábrica, las Grandes bóvedas [Grandes voûtes], de Paul Séjourné, publicado en 1913.
En 1867, Durand-Claye mejoró este método, pero su propuesta no fue exitosa, ya que requería laboriosos cálculos.

#### Perfeccionamiento de materiales y técnicas
En el campo de los materiales, los progresos vendrán de los aglutinantes usados en la fabricación de morteros usados en las dovelas del arco. El francés Louis Vicat descubrió en 1817 el principio de la hidraulicidad de la cal, que concierne a la proporción de arcilla y a la temperatura de cocción, y publicó su trabajo sin tener una patente. En 1824, el británico Joseph Aspdin solicitado una patente para la fabricación de una cal hidráulica de fraguado rápido que él llamó comercialmente cemento Portland. Pero el gran avance llegó en 1840 con el descubrimiento, también por Vicat, de los principios de los cementos hidráulicos lentos (ahora conocidso como cementos Portland). Los morteros utilizados para recibir las dovelas serían un progreso significativo en términos de resistencia de las bóvedas.
En cuanto a la técnica de construcción, Paul Séjourné puso al día el gusto por la construcción del arco mediante rodillos sucesivos, técnica ya utilizada por los romanos y en la Edad Media, pero caída en desuso, y el uso de cimbras radiantes y cimbras enrolladas, por tirantes de cables de acero. Esto permitió un ahorro de entre el 20 y el 70% de la madera utilizada y reducir el tiempo de construcción. Además, inspirándose en el pasado, destacó las bóvedas con arquivoltas de manera sistemática resaltando la elegancia de su forma.
En 1870, Jules Dupuit fue el primero que propuso articular los arcos, lo que hizo más fácil hacer trabajar a los materiales dado que los esfuerzos que los solicitaban eran mejor conocidos.

#### Los grandes viaductos de ferrocarril

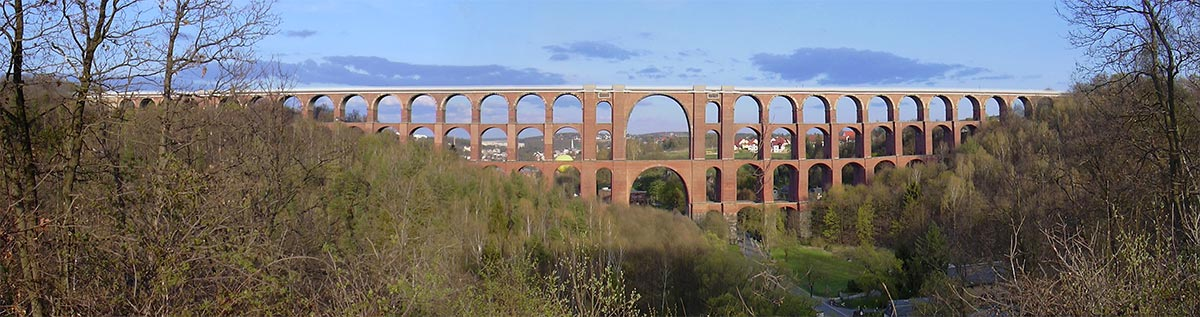
El viaducto de Göltzschtal, el mayor viaducto de fábrica del mundo

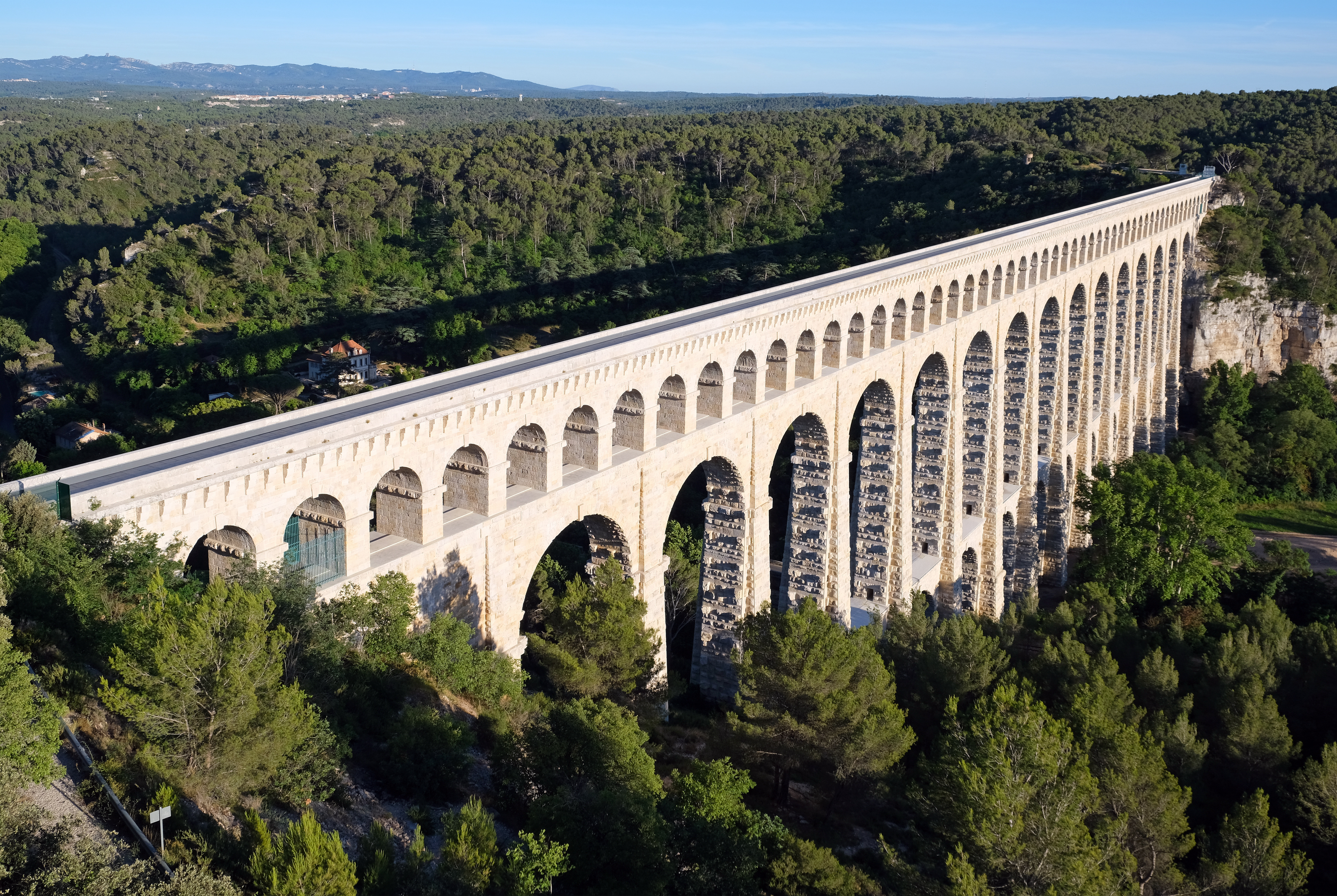
Acueducto de Roquefavour (1847-1849)

El desarrollo de los ferrocarriles en el siglo XIX, indujo la aparición de grandes viaductos de fábrica. De hecho, el diseño de las vías férreas no podía adaptarse al relieve de las regiones cruzadas en razón de las bajas pendientes admisibles, de menos de 10 mm por metro al principio, y de los grandes radios de curvatura necesarios para la estabilidad de los vehículos. La importancia de las pendientes se vio limitada por la falta de adherencia de las locomotoras, por su baja potencia y la insuficiencia de sus medios de frenado.
En Francia, uno de los primeros grandes viaductos fue el de Val Fleury, construido en 1840 en la línea París-Versalles. Fueron numerosos los viaductos construidos, como el viaducto de Nimes, con una longitud de 1.569 m —entre los más largos de Francia—; el viaducto de Barentin (1844), en Sena Marítimo; o el viaducto de Saint-Chamas (1848) en Bocas del Ródano, una obra curiosa hecha de arcos de medio punto anidados simétricamente.

Fue lo mismo en Europa, aunque fueron más raros que en Francia. En Alemania Occidental, el viaducto de Bietigheim, construido entre 1851-1853 en la línea de Bruchsal-Ulm, es un viaducto de  287 m de largo,  33 m de altura y con 21 arcos de una luz de 13,18 m. En Alemania del Este, el viaducto de Göltzschtal, que cruza el Goltz en la línea de Regensburg-Leipzig, es el puente de fábrica más grande jamás construido. Erigido entre 1846 y 1851, tiene  579,26 m de longitud y  85 m en su punto más alto, con cuatro niveles de bóvedas.
| - Puentes de manpostería ferroviarios del siglo XIX - Viaducto de Barentin (1847) - Viaducto de Saint-Chamas (1848) - Viaducto de Bietigheim (1851-1853) - Viaducto ferroviario de Chaumont (1855-1856) |

### SigloXX

#### En Occidente

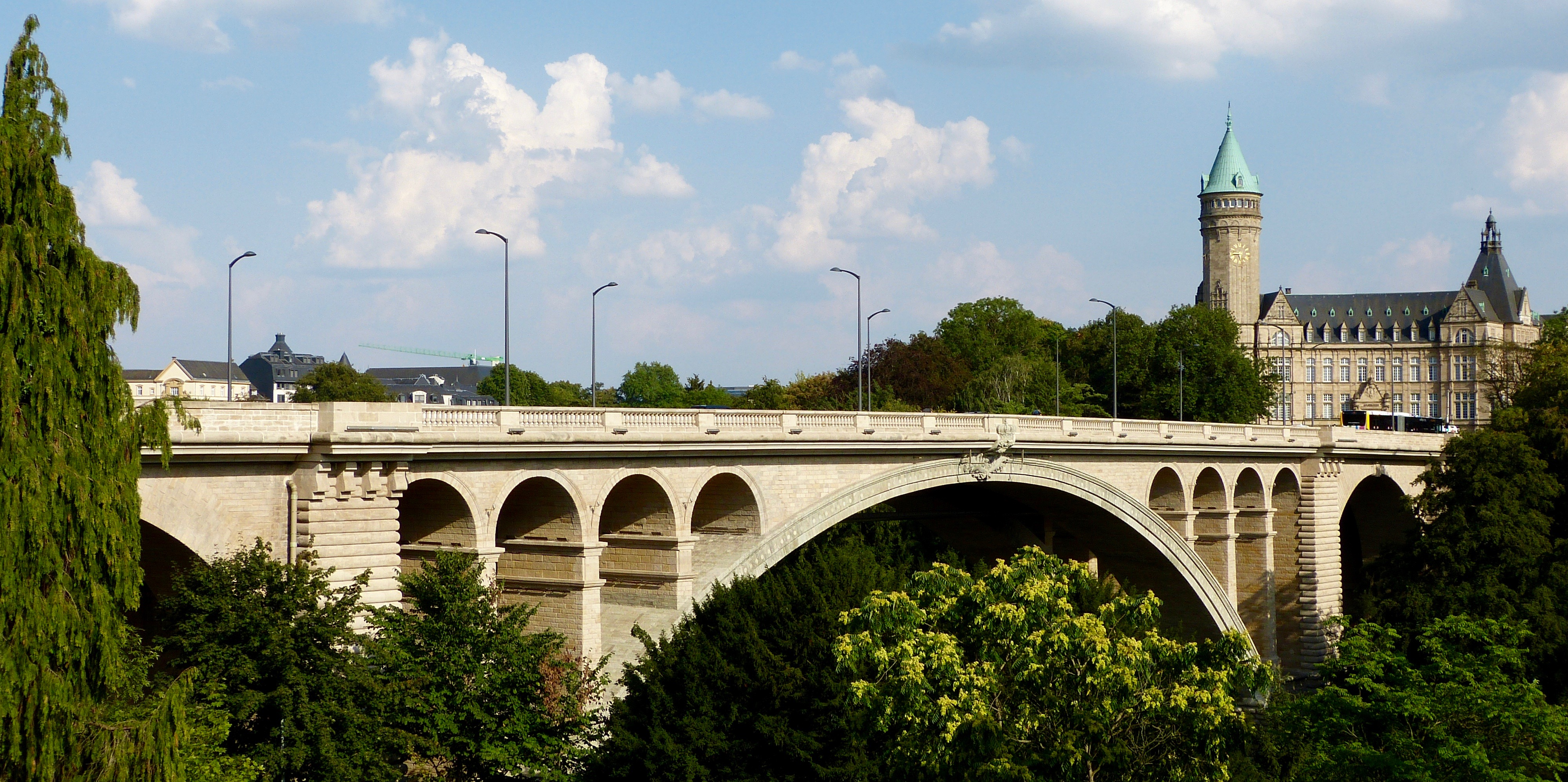
El puente Adofo en Luxemburgo, de Paul Séjourné, el primero con un desdoblamiento de la bóveda

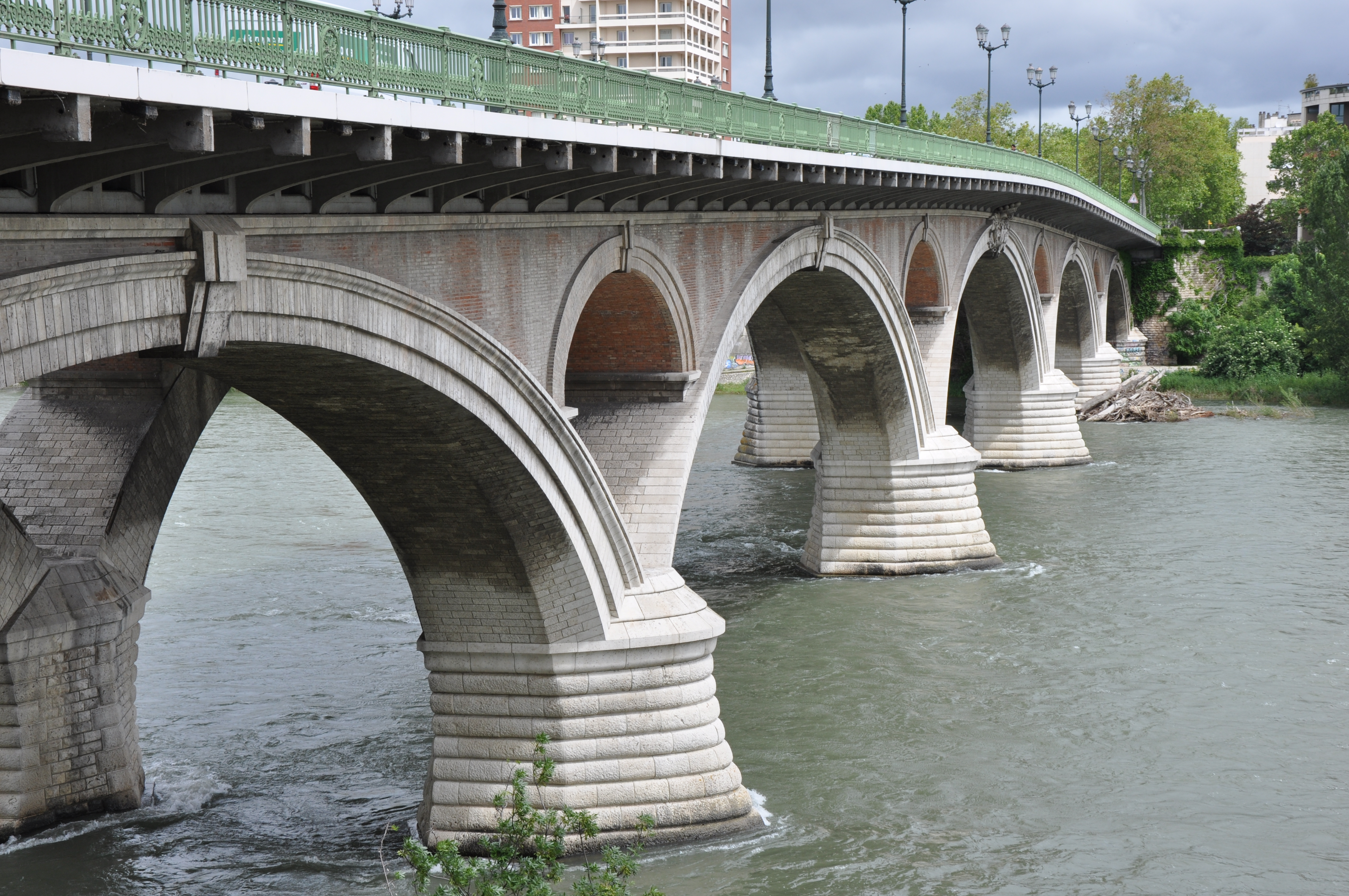
Puente de los Catalanes en Toulouse (1904-1907)

Una innovación importante vendrá desde la concepción de la bóveda. Para permitir mayores luces, el aumento de la presión debido a los morteros modernos y la reducción de los espesores había alcanzado sus límites. Paul Séjourné tuvo la idea de desdoblar la bóveda en dos arcos paralelos. Aunque este principio de duplicación ya se había utilizado en el pasado en pequeñas bóvedas como el puente del Gard o el puente Saint-Bénézet, le corresponde a Paul Séjourné comprender toda la importancia en términos del rendimiento de los materiales y de la economía y realizar el primero, gracias al acoplamiento con un tablero de hormigón armado, una de las obras más grandiosas del siglo XX: el puente Adoldo en Luxemburgo (1899-1903). La apertura de  84 m de esta obra supera en  17 m la mayor luz realizada hasta el momento de su inauguración. El principio se repetirá varias veces en varios países, especialmente en los Estados Unidos, pero también en Francia con el muy delicado puente de los Catalanes en Toulouse (1904-1907).
El puente de Plauen, en Plauen, sobre el río Weisse, lo superó en 1905 con una luz de 90 m. Esta obra es el último puente abovedado de fábrica construido en Occidente. Con el desdoblamiento del arco, Paul Séjourné allanó el camino para la construcción de los grandes puentes en arco en hormigón armado. La llegada de nuevas técnicas de construcción con acero, tales como los puentes colgantes o los puentes de hormigón pretensado o los puentes atirantados, de repente sonó el final de la construcción de puentes de fábrica en Occidente.
| - Puentes de manpostería del siglo XX - El puente de Plauen (1905) en Plauen, sobre el río Weisse - Puente de Séjourné (1908), Fontpédrouse, Pyrénées-Orientales - Viaducto ferroviario de la Recoumène (1921-1925) - Viaducto ferroviario de Roizonne (1928), uno de los últimos grandes puentes en mampostería en Francia |

#### En Oriente
Mientras que en Occidente la técnica era definitivamente abandonada en favor de los puentes estándar de hormigón armado, par alas luces pequeñas, y en otros tipos para las grandes luces, en China se construyeron en el siglo XX muchos puentes de fábrica, particularmente en los años 1960 y 1970. Así, en la provincia de Fujian, se construyeron en dos décadas 1.152 puentes de este tipo, el 60% de todos los puentes construidos durante ese periodo.
Al mismo tiempo los récords de las grandes luces fueron superados. En 1965, se cruzó el umbral de los  {{unidad|100 m con el puente de Hongdu, en la provincia de Guangxi. En 1972, el puente de Fengdu Jiuxigou, en la provincia de Sichuan, llegó a los 116 m. En 1990, el puente de Fenghuang, en la provincia de Funan, tiene una luz de 120 m. Por último, el récord absoluto de un puente de fábrica se alcanzó en julio de 2000 con el puente de Dähne, en la carretera de Jin-Jiao, en la provincia de Shanxi, con una longitud de 146 m.

## Estructura de un puente de fábrica
Las fábricas son un elementos que no trabajan casi a tracción y, por ello, los puentes de fábrica siempre tienen la forma de una bóveda, la única forma que permite diseñar elementos estructurales con esa condición de trabajo. Un puente consta de una o más bóvedas que se apoyan sobre soportes capaces de resistir, sin desplazamientos significativos, la acción mecánica de la bóveda, llamada empuje. Esos apoyos están generalmente constituidos en los extremos por gruesos muros de fábrica llamados estribos y si están sobre el río, pilas o pilonas.

### La bóveda
La bóveda comporta siempre un plano vertical de simetría transversal y, casi siempre, un plano vertical de simetría longitudinal. Tiene un espesor variable que aumenta de manera uniforme desde el centro, llamado clave, hacia las extremidades, llamados arranques.

#### Características geométricas
La bóveda está comprendida entre dos superficies curvas, la superficie exterior, llamada extradós, y la superficie interior, el intradós. Si se representa la proyección de una bóveda en un plano vertical, esta está limitado por dos líneas, la línea del extradós y la línea del intradós. Esta última es generalmente una curva geométrica: arco de círculo, arco de parábola, etc.
La curva nace sobre las verticales limitando los pilares. Los puntos de intersección de la línea del intradós con estas verticales se llaman las nacientes. La distancia entre los pilares se llama luz, vano o abertura. La línea que une las nacientes se denomina línea de nacientes o cuerda y es casi siempre horizontal. La distancia vertical que separa entre línea del intradós de la línea de nacientes, medida en la mitad de esta, se llama flecha.

#### Forma de la bóveda
| Tipo de puente                  | Croquis | Imagen                  | Notas |
| ------------------------------- | ------- | ----------------------- | --- |
| Arco de medio punto             |         | Viejo puente de Gien    | El arco de medio punto se compone de un semicírculo completo, es el tipo de bóveda más utilizada, representando aproximadamente el 67% de los puentes de fábrica de ferrocarril de la red francesa. Pueden ser peraltados (en el caso del viejo puente de Gien), apuntados (ligera extensión del semicírculo) o abombados (ligera disminución del semicírculo. Los romanos utilizaron casi exclusivamente este tipo de bóveda. |
| Arco ojival                     |         | Puente Saint-Martial    | La ojiva se compone de dos arcos que se cruzan en la clave, se le llama también arcos agudos. La forma es muy antigua, siendo ampliamente utilizada en la Edad Media ya que tiene entre otras la ventaja de reducir las fuerzas horizontales, y por lo tanto facilita la construcción arco por arco en el caso de puentes de múltiples luces.                                                                                  |
| Arco de círculo (arco rebajado) |         | Puente de los Inválidos | Estas bóvedas están diseñadas con la ayuda de un arco de círculo inferior a un semicírculo. El rebaje de las bóvedas se desarrollará a partir del siglo XVI, aunque sin embargo, fue en el siglo XVIII y bajo la influencia de Jean-Rodolphe Perronet cuando las bóvedas de los puentes de fábrica comienzan a tener perfiles mucho más bajos que antes y se afinaran las pilonas con el fin de promover el flujo del agua.    |
| Arco carpanel                   |         | Puente de Tolbiac       | Muy cercano a la elipse, el bóveda en arco carpanel se compone de un número impar de arcos de círculos sucesivos cuyos radios varían a derecha de la clave. Los diseñadores optaron generalmente por este tipo de bóveda ya que era más fácil de trazar que la forma elíptica. También tiene la ventaja de dejar pasar un mayor volumen de agua.                                                                               |

#### Tipo de bandas
La banda materializa la extremidad transversal de la bóveda, que recibe el muro tímpano que sirve de muro de soporte al relleno de la obra, la parte entre las dos bandas que constituye el intradós de la bóveda se llaman dovelas. El tipo de banda responde más a una voluntad arquitectónica, y puede estar compuesto de escombros, de piedra tallada o ladrillo, la cara vista es generalmente plano, aunque algunos libros tienen molduras, especialmente cuando se desea un adorno. Algunos tipos de bandas tienen ventajas sobre los demás, un montón de ejemplo el apoyo diadema facilita la implementación de las bases de la membrana del tímpano a través de los huecos presentes en la superficie superior, no habrá necesidad de cortar cada pieza de tímpano en un ángulo. También se pueden encontrar bandas llamadas en cuerno de vaca, cuya función principal es mejorar el discurrir del agua. Las bandas son más o menos representativos de un período dado.
| Una rosca extradosada | Una doble rosca   | Bloqueado                  | De doble rosca no extradosado | En pila de carga     | Banda-platabanda en pila de carga |
| --------------------- | ----------------- | -------------------------- | ----------------------------- | -------------------- | --------------------------------- |
|                       |                   |                            |                               |                      |                                   |
| Siglos I al XIX       | Siglos II y XIX   | Siglos XI al XVIII         | Siglos XI al XVII             | Siglos XVII al XVIII | Siglos XVII al XVIII              |
| Puente Saint-Michel   | Göltzschtalbrücke | Puente romano de Estoublon | Puente Lesdiguières           | Puente Jorge V       |                                   |

### Macizo de cimentación
Los estribos y los muros traseras o en un ala (contrafuertes, cuarto de cono) reposan en sólidas bases de cimentación que permiten soportar o distribuir el conjunto de las cargas aplicadas a la estructura.

### Parapeto
Los parapetos se descomponen en tres partes:
- el pecho: el apoyo del parapeto;
- el barril: el cuerpo del parapeto;
- el zócalo: la losa de cimentación.

### Pilas
Si el puente se extiende en varios vanos, las bóvedas contiguas reposan sobre un apoyo común llamado pila (o también sus aumentativos pilón o pilona; y pilar). Como los estribos, las pilas reposan sobre sus cimientos, preparados al efecto.

## Clasificación
Varios son los criterios que se pueden utilizar para diferenciar los puentes abovedados: la forma de la bóveda, el tipo de aparejo de la bóveda, el tipo de tracción delantera o tapón de pico. Así, la bóveda puede ser de medio punto (media-círculo perfecto), en arco de círculo (segmento de arco), en ójiva, en arco carpanel o en elipse. Las bandas de la bóveda pueden ser extradosadas con piedras radiantes, de doble rodillo, de bloque, de doble rodillo no extradosadas, en tas de charge, con platabanda en tas de charge. Los tajamares pueden ser triangulares, en forma de almendra, rectangulares, o circulares.

## Puentes de fábrica destacados
El puente de fábrica de piedra más grande en los Estados Unidos es el puente James J. Hill, construido en 1883 para franquear el Misisipí por el magnate ferroviario James J. Hill, que quería capturar la imaginación de sus ciudadanos haciendo construir una obra que le hiciera honor. Con una longitud de 752,5 m, cuenta con 23 arcos de medio punto de piedra de caliza, con unas luces de 23,49 m. Este es el único puente de piedra que cruza el Misisipí.

### Obras utilizadas
- Eugène Degrand, Jean Resal, Ponts en maçonnerie, 1887, (Véase en la bibliografía)

1. ↑  Pag. 18.
2. 1 2  Pag. 19.
3. ↑  Pag. 21.
4. 1 2  Pág. 24.
5. ↑  Pag. 26.
6. ↑  Pág. 29.

- SETRA, Les ponts en maçonnerie, 1982, (Véase en la bibliografía)

1. 1 2 3  Pág. 58.
2. ↑  Pág. 63.
3. ↑  Pág. 65.

- Marcel Prade, Les ponts, monuments historiques, 1986, (Véase en la bibliografía)

1. 1 2  Pág. 20.
2. ↑  Pág. 32.

- Marcel Prade, Ponts et Viaducs au s. XIXe, 1988, (Véase en la bibliografía)

1. ↑  Pág. 26.
2. 1 2  Pág. 60.
3. 1 2  Pág. 171.
4. ↑  Pág. 172-173.
5. 1 2  Pág. 178-179.
6. 1 2  Pág. 106.
7. ↑  Pág. 122.

- Marcel Prade, Ponts et Viaducs remarquables d’Europe, 1990, (Véase en la bibliografía)

1. ↑  Pág. 305.
2. ↑  Pág. 306
3. ↑  Pág. 307.
4. ↑  Pág. 193.
5. ↑  Pág. 194.
6. ↑  Pág. 198.
7. 1 2  Pág. 196.
8. ↑  Pág. 179.
9. ↑  Pág. 312.
10. ↑  Pág. 205.

- Marcel Prade, Grands ponts du monde, 1990, (Véase en la bibliografía)

1. ↑  Pág. 217.
2. ↑  Pág. 218.
3. ↑  Pág. 220.
4. ↑  Pág. 221.
5. ↑  Pág. 113.

- Anne Bernard-Gély, Jean-Armand Calgaro, Conception des ponts, 1994, (Véase en la bibliografía)

### Otras fuentes
1. ↑  Algunos puentes de madera romanos anteriores al siglo II presentan arcos segmentados de tímpano abierto, como el Puente de Trajano. Aunque el puente de Alconétar, en la provincia de Cáceres, es más antiguo que el de Zhaozhou y también está realizado en piedra, no tiene arcos de tímpano abierto  por lo que el de Zhaozhou es el más antiguo en su categoría
2. ↑  T.H. Nielsen and J. Roy. Defining ancient Arkadia: symposium April 1–4, 1998. Kgl. Danske Videnskabernes Selska, 1998. p. 253.
3. 1 2  «Context for World Heritage Bridges». Icomos.org. 1 de julio de 1941. Archivado desde el original el 9 de enero de 2012. Consultado el 4 de enero de 2012.
4. ↑  «Lessons from Roman Cement and Concrete». Pubs.asce.org. Archivado desde el original el 10 de febrero de 2005. Consultado el 4 de enero de 2012.
5. ↑  Xunta de Galicia. «El puente con mayor arco del imperio romano».
6. ↑  Victor Yepes. «El Renacimiento en Puentes». Archivado desde el original el 4 de agosto de 2012.
7. ↑  Trésor d'Atrée
8. ↑   Angia Sassi Perino, Giorgio Faraggiana (2004), pág. 16.
9. 1 2 3   Les ponts en maçonnerie (1982), pag. 5.
10. ↑  Historique et reconstitution virtuelle du pont Æmilius sur le site de la maquette du plan de Rome de Paul Bigot, Université de Caen.
11. ↑   Emiland Gauthey (1843).  Leduc, ed. Traité de la construction des ponts. Liège (Belgique). p. 26. GAUTH.
12. ↑  «Pont Milvius». Structurae. Consultado el 10 de noviembre de 2010.
13. ↑  Colin O’Connor (1993).  Roman Bridges, ed. Roman Bridges. Cambridge. ISBN 0-521-39326-4.
14. ↑   Angia Sassi Perino, Giorgio Faraggiana (2004), pag. 18.
15. ↑  (en italiano)«Ponte Fabricio». www.romasegreta.it, site sur le patrimoine romain. Archivado desde el original el 29 de septiembre de 2011. Consultado el 19 de noviembre de 2010.
16. ↑  Anthony R. Birley, Hadrien the Restless Empreror, Routledge, 2004, Pág. 283.
17. ↑  (en italiano)«Ponte S. Angelo». www.romasegreta.it, site sur le patrimoine romain. Archivado desde el original el 4 de noviembre de 2010. Consultado el 19 de noviembre de 2010.
18. ↑   «Pont d'Alcántara». Structurae. Consultado el 10 de noviembre de 2010.
19. ↑  (en inglés)Charles S. Whitney (1929).  Dover Publications, ed. Bridges of the World: Their Design and Construction. Mineola, New York. pp. 75-79. ISBN 0-486-42995-4.
20. ↑   «Pont près de Limyra». Structurae. Consultado el 10 de noviembre de 2010.
21. ↑  Wolfgang W. Wurster, Joachim Ganzert (1978).  German Archaeological Institute, ed. Eine Brücke bei Limyra in Lykien. Berlin. pp. 288-307. ISSN 0003-8105.
22. 1 2  «Stone Arch Bridge». www.chinafacttours.com/. Archivado desde el original el 4 de julio de 2011. Consultado el 22 de noviembre de 2010.
23. 1 2   «Pont du Zhaozou». Structurae. Consultado el 10 de noviembre de 2010.
24. 1 2 3   — PDFÉtat du patrimoine mondial en Asie et dans le Pacifique, 2003 (document UNESCO), pag.11.
25. ↑  (en inglés) Zhaozhou Bridge, sur ctrip.com
26. 1 2  «Chinese Architectures - Bridges». www.chinaodysseytours.com/. Archivado desde el original el 20 de mayo de 2011. Consultado el 22 de noviembre de 2010.
27. ↑  Ponts de France – Guy Grattesat – Edition des Presses de l’école nationale des Ponts et chaussées – 1984
28. 1 2   «Pont Saint-Benezet». Structurae. Consultado el 10 de noviembre de 2010.
29. 1 2   «Pont-Vieux de Carcassonne». Structurae. Consultado el 10 de noviembre de 2010.
30. 1 2   «Petit-Pont à Paris». Structurae. Consultado el 10 de noviembre de 2010.
31. ↑   «Pont Valentré à Cahors». Structurae. Consultado el 10 de noviembre de 2010.
32. 1 2   «pont Saint-Martial à Limoges». Structurae. Consultado el 10 de noviembre de 2010.
33. 1 2  (en inglés) Z. Ou, B. Chen (2005). «Stone arch bridges in Fujian, China». Ponts en arc – Université de Fuzhou. Archivado desde el original el 7 de julio de 2011. Consultado el 5 de mayo de 2010. pág. 268.
34. ↑   «Pont Rialto». Structurae. Consultado el 10 de noviembre de 2010.
35. ↑   Angia Sassi Perino, Giorgio Faraggiana (2004), pág. 20.
36. ↑   «Pont-Neuf (Paris)». Structurae. Consultado el 10 de noviembre de 2010.
37. ↑  Victor R. Belot.  Nouvelles Éditions Latines, 1978, ed. Le Pont-Neuf:Histoire et petites histoires.
38. ↑   — PDFLa Hire (1712). «Sur la construction des voûte dans les édifices». www.academie-sciences.fr/. Archivado desde el original el 23 de noviembre de 2008. Consultado el 19 de noviembre de 2010.
39. ↑  Eugène-Emmanuel Viollet-le-Duc (1980).  Nouvelles éditions latines, ed. Actes du Colloque international Viollet-le-Duc. Paris., pág. 76.
40. ↑    F.-P.-H Tarbé de Saint-Hardouin (1884), Notices biographiques sur les ingénieurs des ponts et chaussées, p 29
41. 1 2  Christophe RAULET (marzo de 2001). «Un court historique de la construction des ouvrages» (PDF).  En Service d’études techniques des Routes et Autoroutes (SETRA), ed. Ouvrages d’art (37). Archivado desde el original el 2 de diciembre de 2008. Consultado el 20 de noviembre de 2010. Pág. 26
42. ↑   Angia Marcel Prade (1986), pág. 17.
43. ↑  Recueil d'expériences et d'observations faites sur différens travaux
44. 1 2   Jules Pillet (1895), p 429
45. ↑  Christophe RAULET (mars 2001). «Un court historique de la construction des ouvrages» (PDF).  En Service d’études techniques des Routes et Autoroutes (SETRA), ed. Ouvrages d’art (37). Archivado desde el original el 2 de diciembre de 2008. Consultado el 20 de noviembre de 2010. Pág. 27
46. ↑  Auguste JOURET (Mayo de 1946). «Paul Séjourné (1851-1939)».  En École Centrale de Lyon, ed. Technica (76). , pág. 4.
47. ↑  Auguste JOURET (mayo de 1946). «Paul Séjourné (1851-1939)».  En École Centrale de Lyon, ed. Technica (76). , pág. 5.
48. ↑   Marc Giraud, Pascal Bejui(2010), p33
49. ↑  Le pont Adolphe à Luxembourg
50. ↑  Auguste JOURET (mayo de 1946). «Paul Séjourné (1851-1939)».  En Ecole centrale de Lyon, ed. Technica (76). , p 6-7
51. ↑  Marcel Prade - Ponts et viaducs remarquables d'Europe - Ed Brissaud Poitiers - 1990.
52. ↑  (en inglés) Z. Ou, B. Chen (2005). «Stone arch bridges in Fujian, China». Ponts en arc – Université de Fuzhou. Archivado desde el original el 7 de julio de 2011. Consultado el 5 de mayo de 2010. pág. 270.
53. ↑  pont de Hongdu
54. ↑  pont de Fengdu Jiuxigou en Chine
55. ↑  pont de Fenghuang Wuchaohe en Chine.
56. ↑  Charles Abdunur, ARCH'01 - 3×10{{{1}}} conférence sur les ponts en arc, Presses de l'École nationale des ponts et chaussées, Paris (France), (ISBN  2-85978-3474),2001; pp. 667 à 670
57. ↑  Puente de Shanxi Danhe en China
58. ↑  Eugène Viollet-le-Duc (1856). Dictionnaire raisonné de l’architecture française du s. Texto «XIe au XVIe» ignorado (ayuda), Tome 1 - Arc, consultable sur Wikisource.
59. ↑  Eugène Viollet-le-Duc (1856). Dictionnaire raisonné de l’architecture française du s. XIe au XVI., Tome 6, Ogive, consultable sur Wikisource
60. ↑   — PDF Ministère des Transports, Direction des routes (1982). «Les ponts en maçonnerie, constitution et stabilité». Publications et logiciels du SETRA. Archivado desde el original el 12 de junio de 2009. Consultado el 14 avril 2010.
61. ↑  J. B. Berard (1810).  Courcier, ed. Statique des voûtes. Paris., consultable sur Books.google.fr, p.137.
62. ↑  A. Debauve (1873).  Dunod, ed. Manuel de l'ingénieur des ponts et chaussée - ponts en maçonnerie., consultable en Archives.org, p.199
63. ↑  Real Academia Española. «pila». Diccionario de la lengua española (23.ª edición). (pila: 5. f. Arq. Cada uno de los machones que sostienen dos arcos contiguos o los tramos metálicos de un puente.)

#### Historia
- Charles Duplomb (1911.).  Impr. Mersch, ed. Histoire générale des ponts de Paris. Paris. DUPL.
- Éric Maré (1954.).  B.T. Batsford, ed. The bridges of Britain. Londres. MARE.
- Wolfgang W. Wurster, Joachim Ganzert (1978).  German Archaeological Institute, ed. Eine Brücke bei Limyra in Lykien. Berlin. pp. 288-307. ISSN 0003-8105. WURST.
- Mao Yisheng (1980.).  Éditions en langues étrangères, ed. Les ponts de Chine. Pekín (Chine). YISH.
- Sous la direction de Guy Grattesat (1982).  Presses des Ponts et Chaussées, ed. Ponts de France. Paris. p. 294. ISBN 2-85978-030-0. GRAT.
- Marcel Prade (1986).  Brissaud, ed. Les Ponts, Monuments historiques. Poitiers. ISBN 2-902170-54-8. PRADE1.
- Marcel Prade (1988).  Brissaud, ed. Ponts et Viaducs au s. XIXe. Poitiers. pp. 407. ISBN 2-902170-59-9. PRADE2.
- Marcel Prade (1990).  Brissaud, ed. Les grands ponts du Monde. Poitiers. ISBN 2-902170-68-8. PRADE3.
- Marcel Prade (1990).  Brissaud, ed. Ponts remarquables d'Europe. Poitiers. ISBN 2-902170-65-3. PRADE4.
- Bernard Marrey (1995).  Picard, ed. Les Ponts modernes - 20ème siècle. Paris. p. 280. ISBN 27084-0484-9. MARREY.
- Collectif (2001).  Presses des Ponts et Chaussées, ed. Troisième conférence internationale sur les ponts en arc. Paris. p. 360. ISBN 2-85978-347-4. ARCH.
- Angia Sassi Perino, Giorgio Faraggiana (août 2004).  Gründ, ed. Les ponts. Paris. p. 184. ISBN 2-7000-2640-3. FARA.
- Marc Giraud et Pascal Bejui (août 2010).  La Régordane, ed. Paul Séjourné, génie des grands viaducs. La Roche Blanche (63) (France). p. 208. ISBN 978-2-906984-89-9. SEJOU.

#### Concepción y realización

##### SigloXVII
- Philippe de La Hire (1695). Traité de Mécanique. Paris. LAHI.

##### SigloXVIII
- Philippe de La Hire (1712).  Mémoires de l'Académie Royale des Sciences 69,, ed. Sur la construction des voûtes dans les édifices. Paris. LAHI2.
- Antoine Parent (1713). Essais et Recherches de Mathématiques et de Physique,. Paris. PAR.
- Hubert Gautier (1717). Dissertation sur l'épaisseur des culées de ponts. Paris. GAUT.
- Bernard Forest de Bélidor (1729). La Science des Ingénieurs dans la conduite des travaux de fortification et d'architecture civile. Paris. BELI.
- Couplet (1730).  Académie Royale des Sciences, ed. De la poussée des voûtes. Histoire de l'Académie Royale des Sciences, 117, Paris. Paris. COUP.
- Amédée François Frézier (1737). La théorie et la pratique de la coupe de pierres et des bois pour la construction des voûtes et autres parties des bâtiments civils et militaires, ou traité de stéréotomie à l'usage de l'architecture (3 vol.).. Strasbourg et Paris. FREZ.
- Charles Augustin Coulomb (1773).  Mémoires de Mathématique et de Physique, présentés à l'Académie Royale des Sciences par divers Savants et lus dans ses Assemblées - Vol 7 - pp. 343-82 -, ed. Essai sur une application des règles de maximis et minimis à quelques problèmes de statique relatifs à l'architecture. Paris. COUL.

##### SigloXIX
- Joseph Balthasar Bérard (1810).  Courcier, ed. Statique des voûtes. Paris. BERA.
- Jean-Baptiste Rondelet (1802-1817.).  editado por el autor, ed. Traité théorique et pratique de l'art de bâtir. Paris. ROND.
- Jules Pillet (1895).  Baudry et Cie, ed. Traité de stabilité des constructions. Paris. PILLET.
- Pierre-Charles Lesage (1810). Recueil de divers mémoires extraits de la Bibliothèque Impériale des Ponts et chaussées à l'usage de MM. les Ingénieurs. Paris. LESA.
- Lamé et Clapeyron (1823).  Annales des Mines, 8, 789., ed. Mémoire sur la stabilité de voûtes. Paris. CLAP.
- Louis Bruyère (1823-1828.).  Bance, ed. Études relatives à l'art des constructions. Paris. BRUY.
- Claude-Louis Henri Navier (1833).  Carilian-Goeury, ed. Résumé des leçons données à l'Ecole des Ponts et Chaussées, sur l'application de la mécanique à l'établissement des constructions et des machines, 2ème Edition, Paris. paris. NAV.
- E. Méry (1840).  Annales des Ponts et Chaussées,l, ed. Équilibre des voûtes en berceau, pp. 50-70. Paris. MER.
- Joseph Cordier (1841-1842.).  Carilian-Gceury & V. Dalmont, ed. Mémoire sur les travaux publics. Paris. CORD.
- Emiland Gauthey (1843).  Leduc, ed. Traité de la construction des ponts. Liège (Belgique). p. 354. GAUTH.
- Tony, Fontenay, Prince Lubomirski (1852.).  Carilian-Goeury & Victor Dalmont, ed. Construction des viaducs, ponts-aqueducs, ponts et ponceaux en maçonnerie. Paris. TONY.
- Jean-Victor Poncelet (1852).  Comptes-rendus de l'Académie des Sciences. 35, 494, 531, 577, Tome XXXV. n° 17, ed. Examen critique et historique des principales théories ou solutions concernant l'équilibre des voûtes. Paris. PONC.
- Jules Carvallo (1853).  Carilian-Goeury, ed. Étude sur la stabilité des voûtes. Paris. CARV.
- Herman, Scheffler (traduit par Fournié) (1864).  Dunod, ed. Traité de la stabilité des constructions. Paris. SCHEF.
- Alfred Durand-Claye (1867).  Annales des Ponts et Chaussées pp. 63-96., ed. Stabilité des voutes en maçonnerie. Paris. DUR2.
- Romain Morandière (1874.).  Dunod, ed. Traité de la construction des ponts et viaducs. Paris. MORAN.
- Alfred Durand-Claye (1880).  Annales des Ponts et Chaussées pp. 416-440., ed. Stabilité des voûtes et des arcs. Paris. DUR1.
- Philippe Croizette Desnoyers (1885).  Dunod, ed. Cours de construction des ponts, Vve Dunod, Paris. Paris. CROIZ.
- Eugène Degrand, Jean Resal (1887).  Baudry et Cie, ed. Ponts en maçonnerie - tome 2 - Construction. Paris. p. 662. DEGRAND.

##### SigloXX
- Fernand de Dartein (1912).  Librairie polytechnique Beranger, ed. Études sur les ponts en pierre remarquables par leur décoration antérieurs au s. XIXe. Paris. DARTEIN.
- Paul Séjourné (1913-1916.).  Impr. Vve Tardy, ed. Grandes voûtes. Bourges. SEJOURNE.
- Auguste Jouret (s.d. v. 1946.).  Impr. réunies, ed. Paul Séjourné. Lyon. JOURET.
- Librairie Aristide Quillet, ed. (1952). Encyclopédie pratique du Bâtiment et des Travaux Publics - Tome I. Paris. p. 989. Encyclo1.
- Librairie Aristide Quillet, ed. (1952). Encyclopédie pratique du Bâtiment et des Travaux Publics - Tome II. Paris. p. 1035. Encyclo2.
- Librairie Aristide Quillet, ed. (1952). Encyclopédie pratique du Bâtiment et des Travaux Publics - Tome III. Paris. p. 1016. Encyclo3.
- Roger Valette (1958.).  Dunod, ed. La construction des ponts. Paris. VALET.
- Dragos Radenkovic (1962). Théorie des charges limites. Séminaire de Plasticité, J. MANDEL Ed. P.S.T. Min. Air, n° 116, pp. 129-142. RADE.
- Derrick Beckett (1969.).  Paul Hamlyn, ed. Bridges. Londres. BECK.
- O. Coussy, J. Salençon (1979). Analyse de la stabilité des ouvrages en terre par le calcul à la rupture. Annales des Ponts et Chaussées, 4ème trimestre, 1979 - pp.?-35. COUS.
- P. Rivière (1980).  Laboratoire Régional d'Angers. C.E.T.E. de l'Ouest. France., ed. Évaluation de la stabilité des ponts maçonnerie. Angers. RIV.
- Ministère des Transports, Direction des routes, ed. (1982). Les ponts en maçonnerie. Bagneux. p. 333. DT487.
- Guy Grattesat (1984).  Eyrolles, ed. Conception des ponts. GRATT2.
- Anne Bernard-Gély, Jean-Armand Calgaro (1994).  Presses des Ponts et Chaussées, ed. Conception des ponts. Paris. p. 360. ISBN 2-85978-215-X. CALGA.
- Jean Salençon (avril 2002).  Éditions de l'école polytechnique, ed. De l'élasto-plasticité au calcul à la rupture. Paris. ISBN 2-7302-0915-8. SAL.
- Guide technique (2007).  SETRA, ed. Cours d'eau et ponts. Bagneux. p. 170. ISBN 978-2-11-094626-3. EAU.

- Datos: Q3397526
- Multimedia: Stone bridges / Q3397526